# Moulin de la Galette
Pour les articles homonymes, voir moulin (homonymie).
Ne doit pas être confondu avec Moulin de la galette Sannois.
Le moulin de la Galette est une expression générique : elle désigne deux moulins dont, actuellement, le seul moulin à vent en état de marche de la butte Montmartre dans le 18e arrondissement de Paris (France), sis rue Lepic ainsi que son moulin frère visible à l'angle de la rue Lepic et de la rue Girardon. L'ensemble figurait jadis un célèbre bal public ouvert par la famille de meuniers Debray, depuis le XIXe siècle.

## Historique

### Deux moulins initiaux

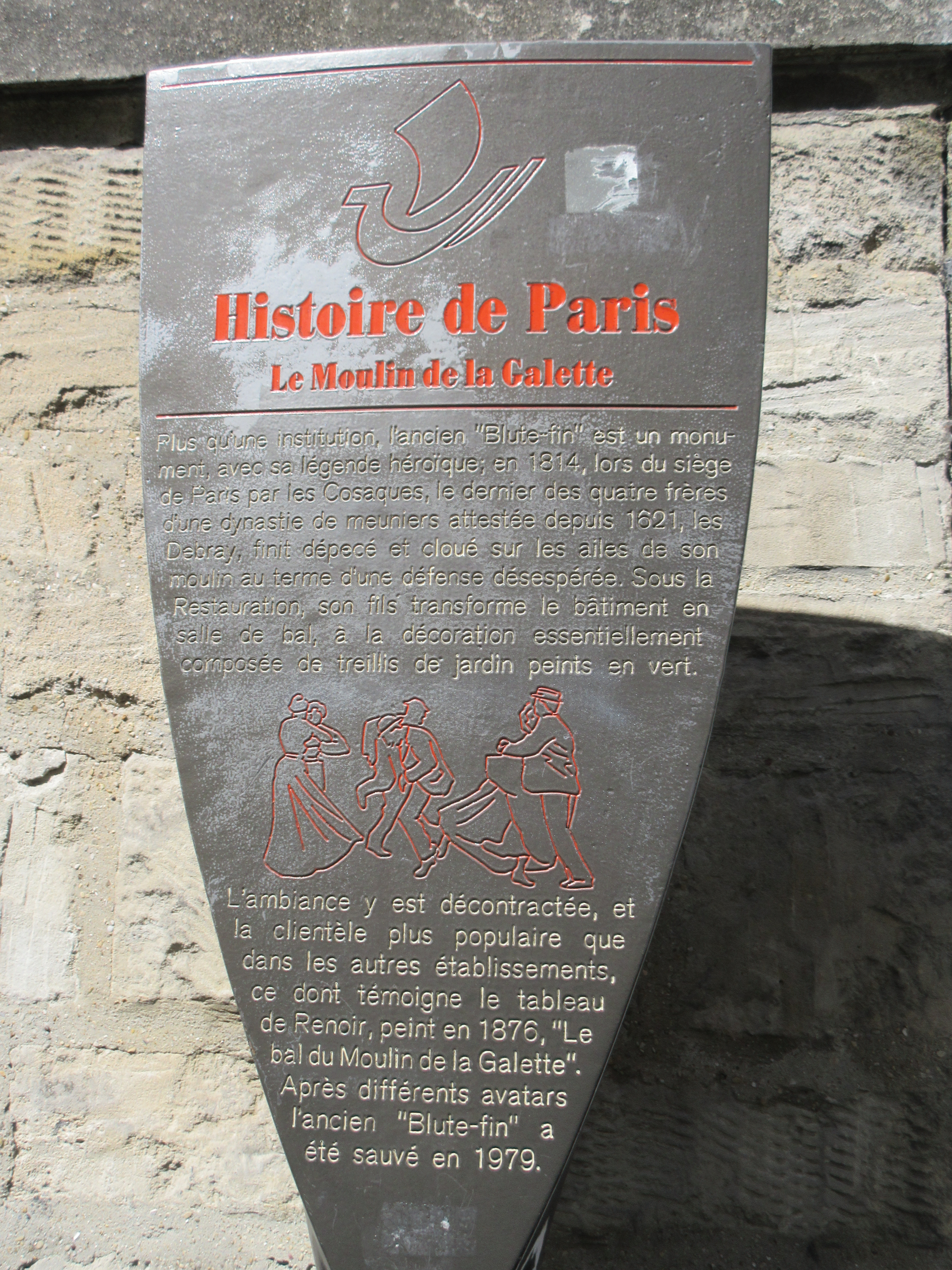
Panneau Histoire de Paris.

Le moulin de la Galette est en réalité constitué de deux moulins à vent : le Blute-fin à l'ouest et le Radet à l'est, entre lesquels s'est ouvert un bal public qui prendra le nom de « moulin de la Galette ».
Les deux moulins - voire trois avec celui de la Poivrière au nord (où l'on concassait le poivre), - sont perchés sur un petit tertre au milieu du maquis de Montmartre, sur lequel les Romains ont autrefois établi un temple dédié au dieu Mars (mons Martis : mont de Mars) qui jouxtait un autre dédié à Mercure,,. Ce lieu peut également être lié au mons Martyrum, le « mont des Martyrs » (la rue des Martyrs y mène) pour les victimes des persécutions antichrétiennes (Denis et ses deux compagnons Rustique et Éleuthère).

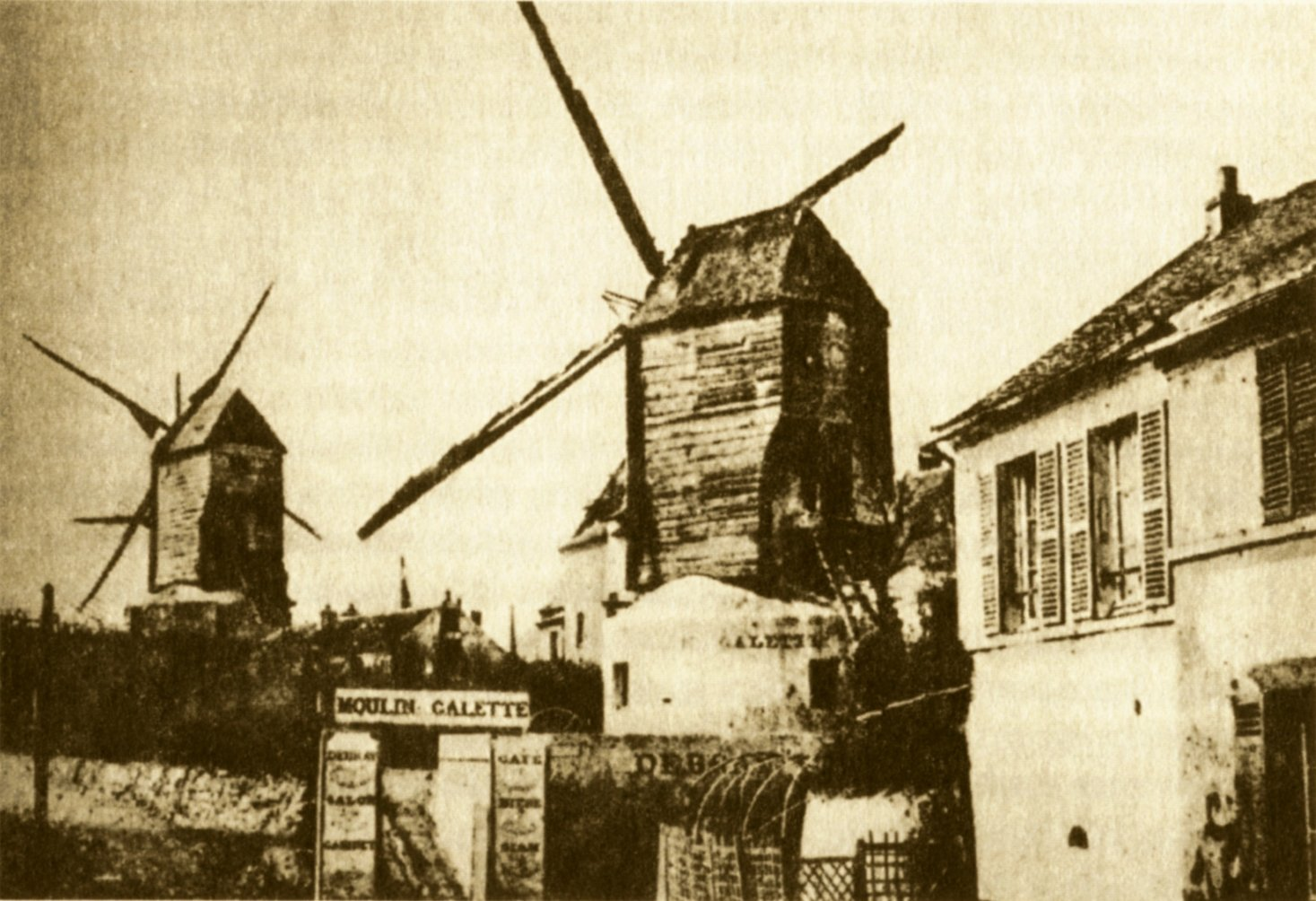
Vue des deux moulins d'origine avec au centre l'entrée « Moulin de la Galette » (vers 1885).

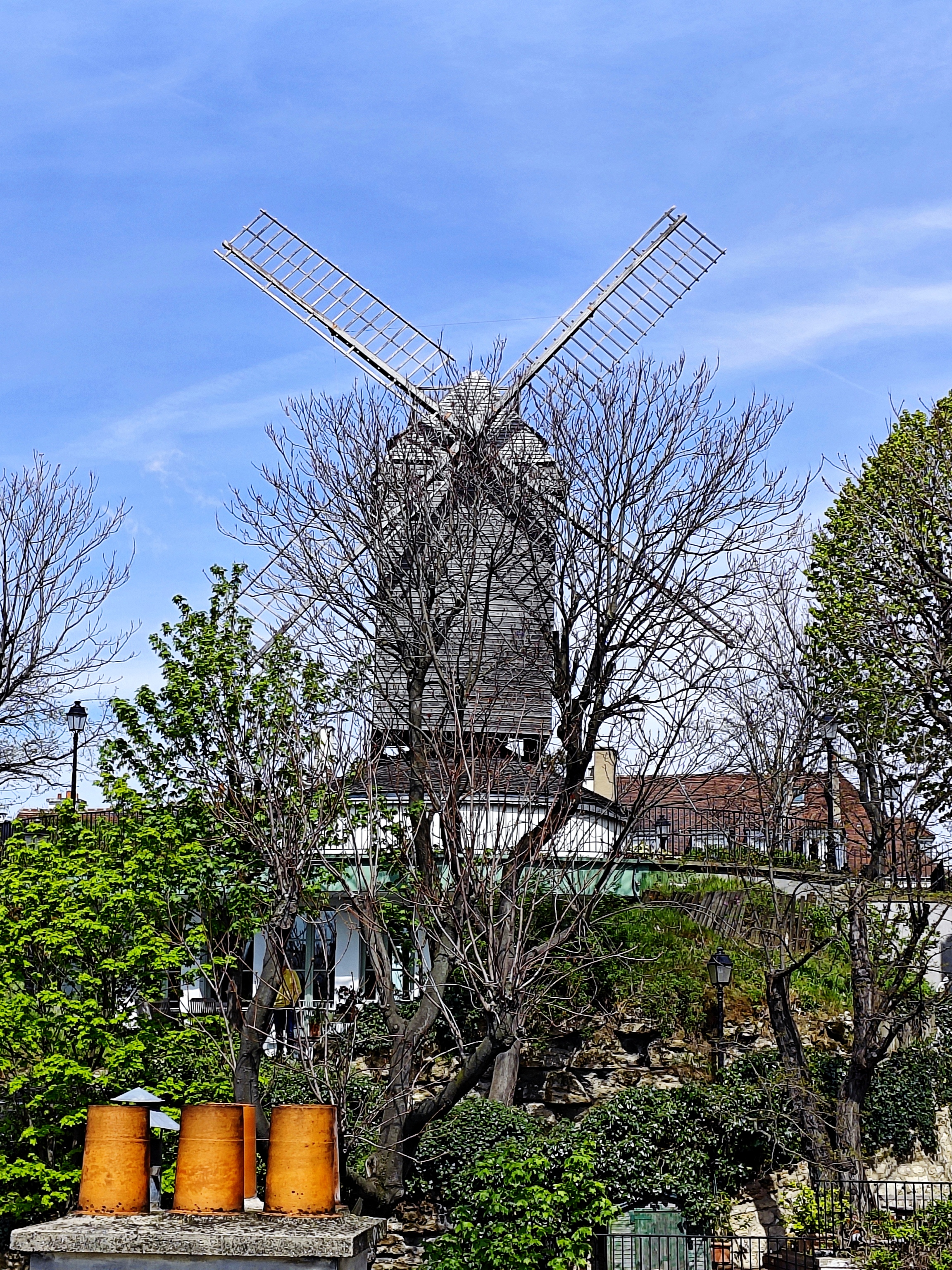
Le Blute Fin, Moulin de la Galette, Montmartre.

Ce qui figurera plus tard le « moulin de la Galette » serait mentionné pour la première fois en 1622 sous le nom de « moulin du Palais » - nouvelle appellation par les religieuses de l'abbaye de Montmartre tentant d'effacer en partie le souvenir du temple païen des Romains,,,,.

#### Le Blute-fin

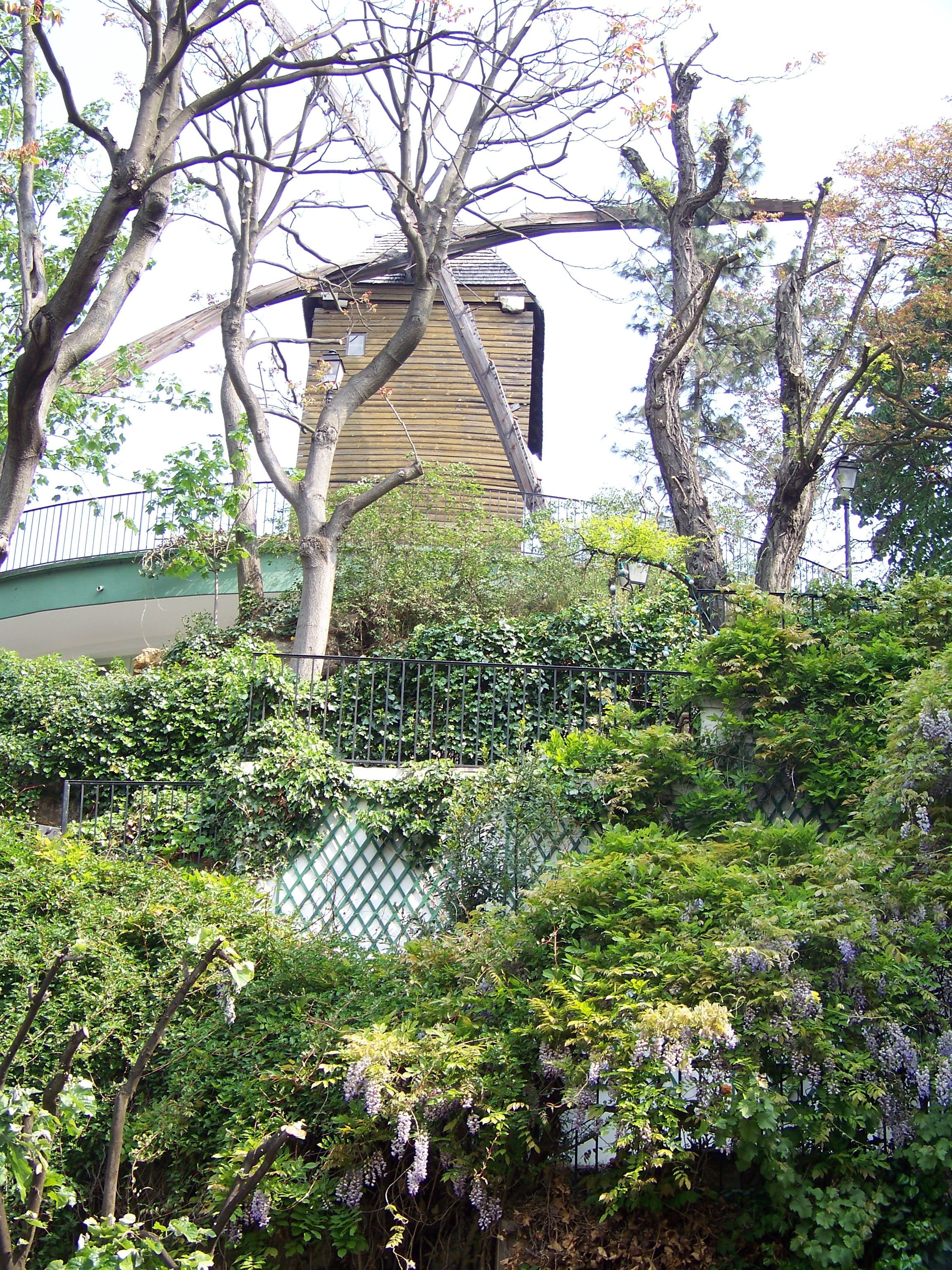
Moulin Blute-fin, véritable vestige de l'ancien moulin de la Galette.

À la fin du XIXe siècle, la famille Debray prétend que le moulin Blute-fin a été érigé en 1295, comme le montre une gravure dans le bois de son pignon. D'autres sources indiquent qu'il est probablement construit en 1621 ou 1622 sous le nom de « moulin Vieux ».
Le 22 juillet 1358, le prévôt des marchands de Paris Etienne Marcel, allié à Charles le Mauvais, s'y rend pour épier les mouvements des bandes de mercenaires qui ravagent les faubourgs ; ce moulin est l'un de ses postes d'observation,.
Durant des années, le moulin est équipé d'ailes de type flamand comme on peut encore l'apercevoir sur des cartes postales anciennes.
Le nom de « Blute-fin » vient du verbe « bluter » qui signifie « tamiser la farine pour la séparer du son » (voir Blutage). Il pourrait provenir également de l'expression « bout-à-fin » voire « but-à-fin », noms que l'on trouve sur des documents pour le désigner,.
Datant du XIIIe siècle ou du XVIIe siècle, il fait l'objet de nombreuses campagnes de restauration.
La famille Debray acquiert ce moulin en 1809.
Actuellement intégré sur la parcelle d'une résidence privée, il n'est plus accessible au public.

#### Le Radet

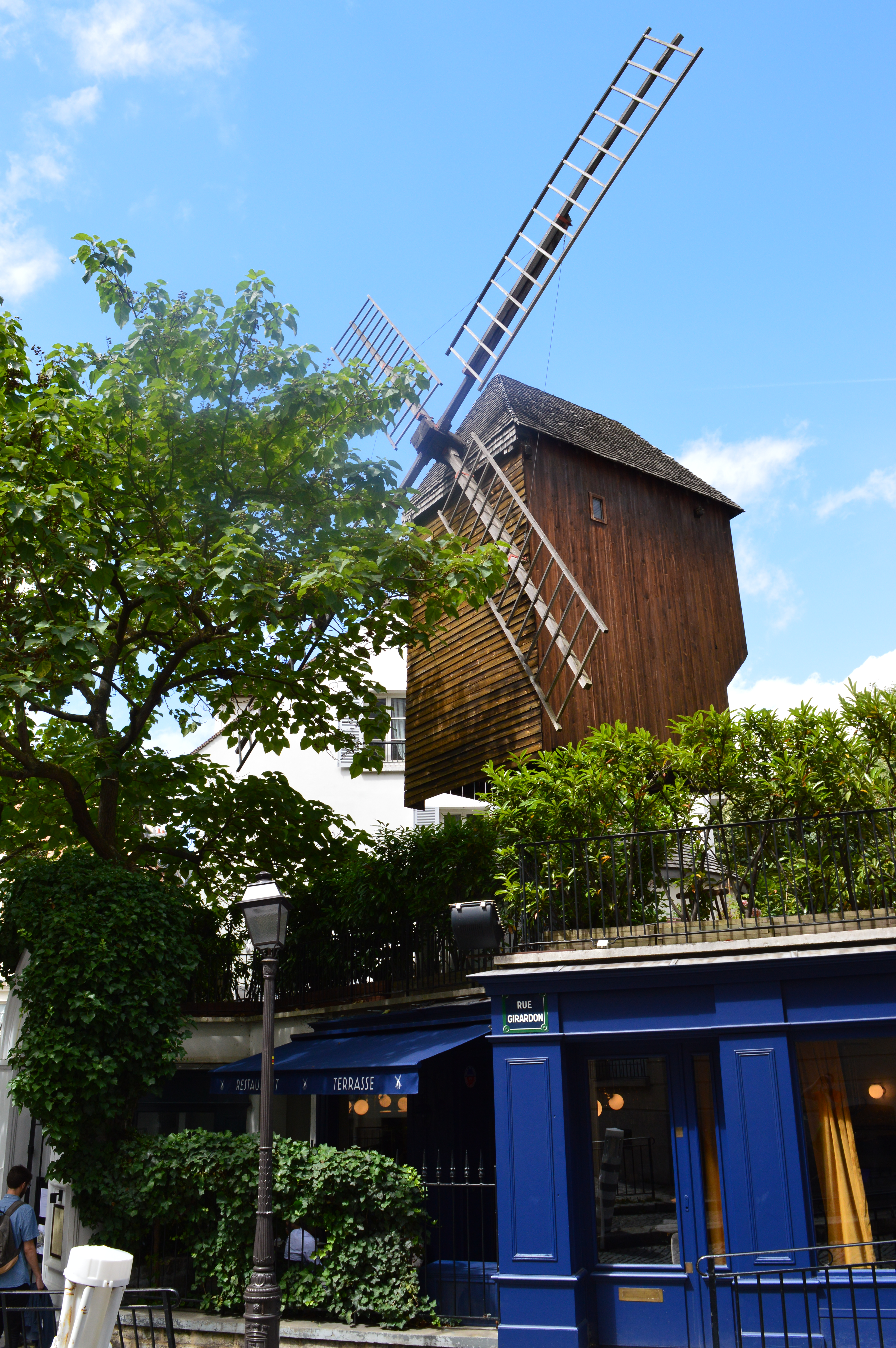
Moulin Radet placé depuis 1924 sur le toit d'un bâtiment devenu un restaurant.

Selon les Debray, le moulin Radet existerait depuis 1268 et s'appelait autrefois le « moulin Chapon », du nom de son précédent propriétaire, le meunier François Chapon. D’abord installé à l’angle de la rue de l’Abreuvoir et du chemin des Regards, il est de nombreuses fois démonté et déplacé de la butte Saint-Roch à la butte Montmartre sous le règne de Louis XIII, et en 1717 où il est déménagé sur un terrain entre les rues Norvins, Girardon et de l’Abreuvoir, pour être acheté par Jacques Ménessier et reconstruit en 1760 sous le nom de « moulin Radet »,.
En 1812, le Radet dans un piteux « état de conservation est racheté par Nicolas-Charles Debray pour la somme fort modeste de 1 200 livres ».
Il n'occupe un emplacement à la croisée de la rue Girardon et de l’allée ou impasse des Deux-frères (aujourd'hui disparue), soit à l’intérieur du clos de la Ferme Debray d'antan, à proximité du Blute-fin, où Debray le transfère, que depuis 1834 où il est transformé en guinguette les dimanches et jours fériés puisque victime du progrès (il n'était pas équipé d'ailes Berton) et de la concurrence, il a abandonné ses activités de minoterie au profit du divertissement,,.
En 1915, il échappe de peu à la destruction,. Il est démonté et installé sur une parcelle de la rue Girardon.
En 1924, Pierre-Auguste Debray vide le Radet de son mécanisme, qui est à nouveau déplacé à l'angle des rues Girardon et Lepic, planté sur le toit d'une construction devenue restaurant,.

#### Minoterie et meunerie

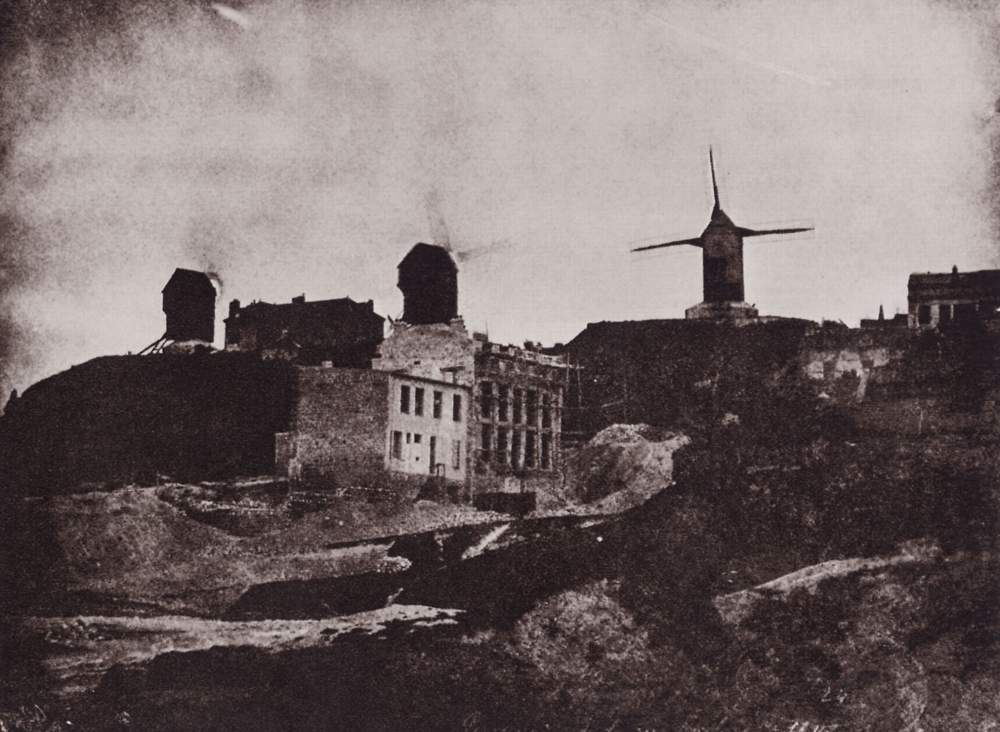
Moulins, Montmartre, photographie par Hippolyte Bayard (v. 1842).

La famille Debray, meuniers des dames bénédictines de l'abbaye de Montmartre depuis le XVIe siècle,,, possède une trentaine de vaches, et plusieurs arpents de terre dans les environs et à la barrière de Clichy. Elle acquiert par Nicolas-Charles Debray les deux moulins : le Blute-fin en 1809 et le Radet en 1812, pour y produire une farine réputée alentour.
Comme auparavant les autres moulins de Montmartre, ces deux derniers bâtiments échappés de la destruction relative à l'urbanisation ne servaient pas uniquement à moudre le blé : ils étaient également utilisés pour presser les vendanges ou concasser des épices ou les matériaux nécessaires aux manufactures jusque dans les années 1870 - dont l’albâtre issu des carrières de Montmartre et destiné à la fabrique de porcelaine fondée en 1771 à Clignancourt ou ceux nécessaires à la parfumerie située au carrefour des rues Norvins et Girardon,.

#### Enseigne

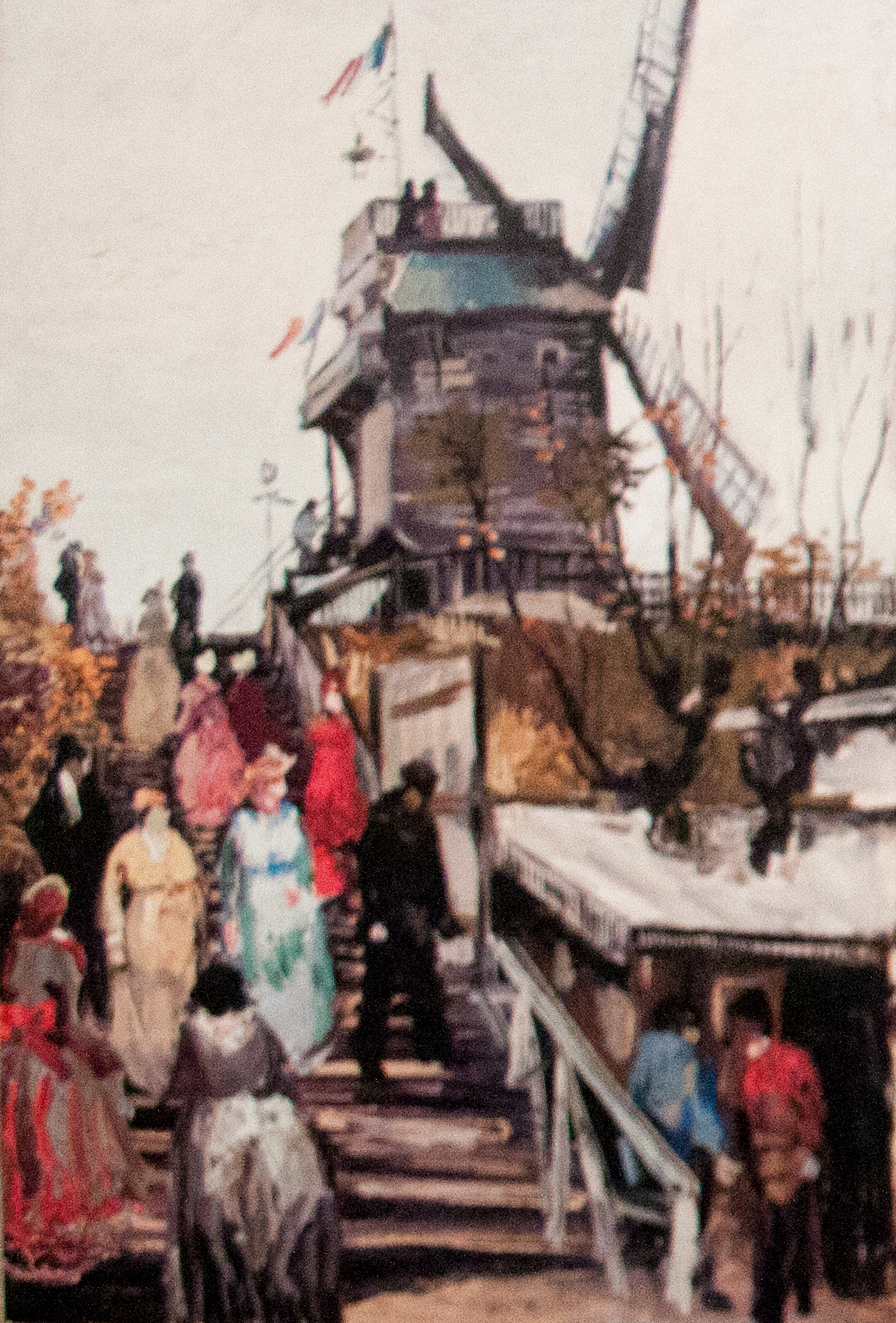
Le Moulin de Blute-fin, V. Van Gogh (1886).

En 1585, Jacques Liger, seigneur de Clignancourt, achète le « moulin du Palais » installé au lieu-dit le Palais sur la Butte à Nicolas Guillot, puis en confie l’exploitation aux meuniers Debray qui finiront par l'acquérir.
Le moulin Blute-fin, construit en 1622, a souvent été restauré. En 1834, son propriétaire Nicolas-Charles Debray y ajoute une taverne devenue guinguette qui est à l'origine constituée sur un terrain entre le moulin Blute-fin et le moulin Radet.
Un bal apparaît un peu plus tard, qui s'appelle initialement « le Bal Debray », comme le montrent les dessins et photographies d'époque, se tenant au lieu dit « moulin de la Galette », mais le tout ne sera officiellement rebaptisé « moulin de la Galette », qu'en 1895.
La galette est ce petit pain de seigle que les meuniers Debray débitent, accompagné d'un verre de lait,, probablement d'ânesse, aux amateurs de pittoresque. Ces habiles commerçants montmartrois transforment vers 1830 le pain en pâtisserie, le lait en vin et leur moulin en cabaret.

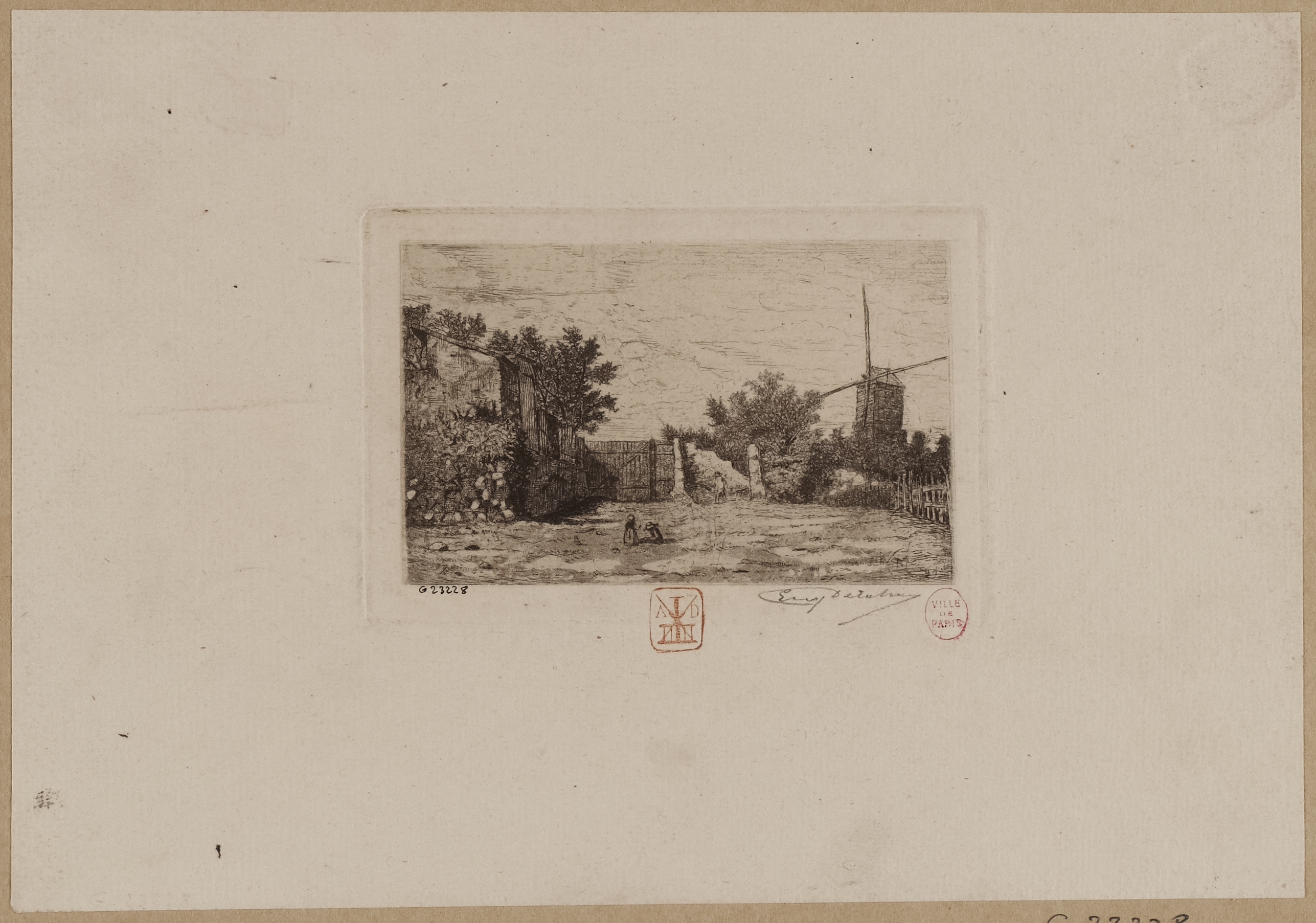
Moulin Debray à Montmartre, Eugène Delâtre (vers 1880).

Le Radet est construit en 1717 après son déplacement de la butte Saint-Roch,. Dans les années 1760, il est entièrement reconstruit. En 1834, date à laquelle le moulin ne sert plus à moudre, Debray le transfère à l’intérieur du clos de sa ferme, où il est transformé en guinguette les dimanches et jours fériés,.

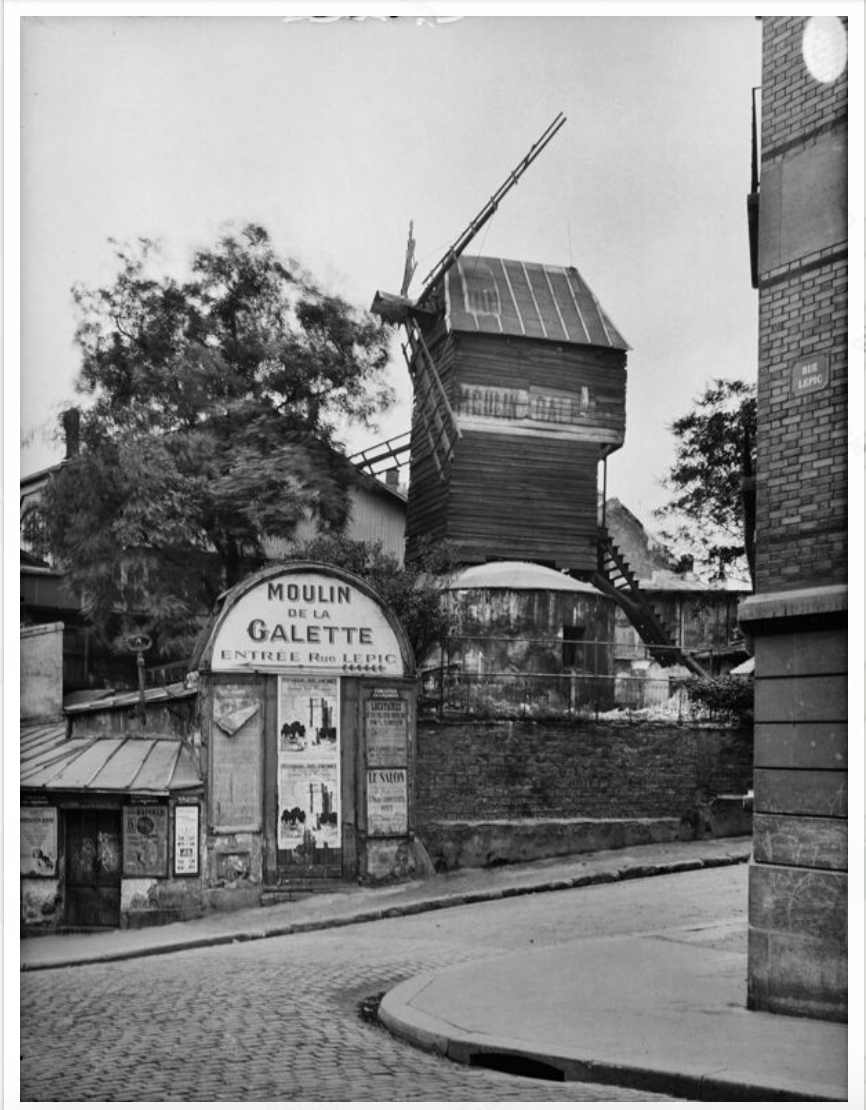
Ancien panneau d'entrée du Moulin de la Galette (indiquant qu'elle se fait désormais rue Lepic), avec vue sur le moulin Radet (25 février 1922).

En 1915, une association, Les Amis du Vieux Montmartre, sauve le Radet de la destruction, qui, selon son propriétaire qui voulait le raser, faisait doublon avec le Blute-fin dans son activité commerciale,. Il est démonté et installé sur une parcelle de la rue Girardon - opération moins onéreuse pour les Debray que d'autres propositions.

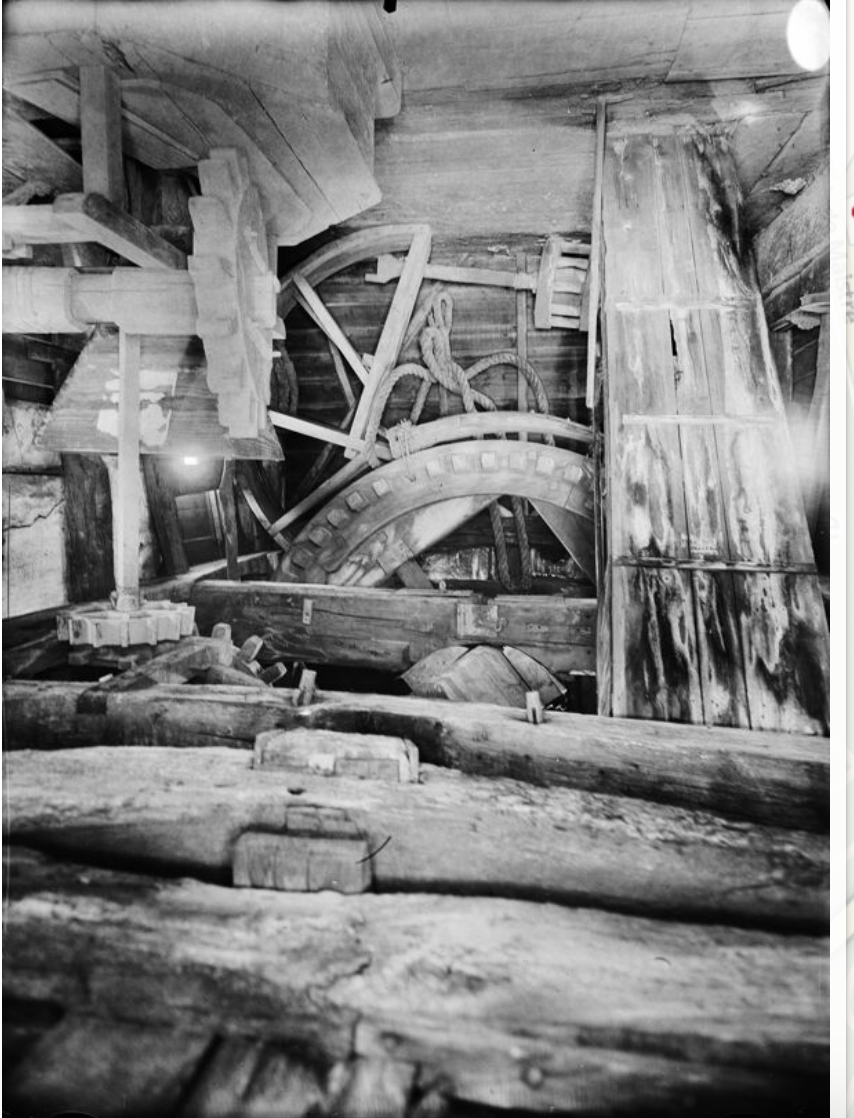
Mécanisme intérieur du moulin de la Galette, sis alors 77-79 rue Lepic et 3 rue des Deux-Frères (Paris), avant que le père Debray ne le démonte (25 février 1922).

En 1924, Pierre-Auguste Debray effectue d'importants travaux dans sa propriété pour valoriser les activités festives du Moulin de la Galette : le Radet est vidé de son mécanisme et figure désormais une carcasse publicitaire déplacée à nouveau à l'angle des rues Girardon et Lepic, plantée sur le toit d'une construction devenue restaurant qui porte ce nom pour attirer les touristes,.
Dans les années d'après-guerre, on pouvait encore monter sur la terrasse en bois sur le toit du Blute-fin afin d'apercevoir le tout-Paris se dérouler à ses pieds.
Le moulin et les terrains qui l'entourent sont inscrits au titre des monuments historiques par un arrêté du 5 juillet 1958. Après avoir servi de dancing et de music-hall puis de salle d'émissions publiques de radio et de télévision, la salle, fermée en 1966, devient studio de l'ORTF et disparaît avec l'Office en question en 1974.
Le moulin Blute-fin est restauré en 1978, mais ne tourne pas. En octobre 2001, Lucien Poupeau, charpentier, avec les conseils techniques de Marcel Charron, charpentier-amoulangeur en retraite, est chargé de la rénovation des ailes.

##### De nos jours

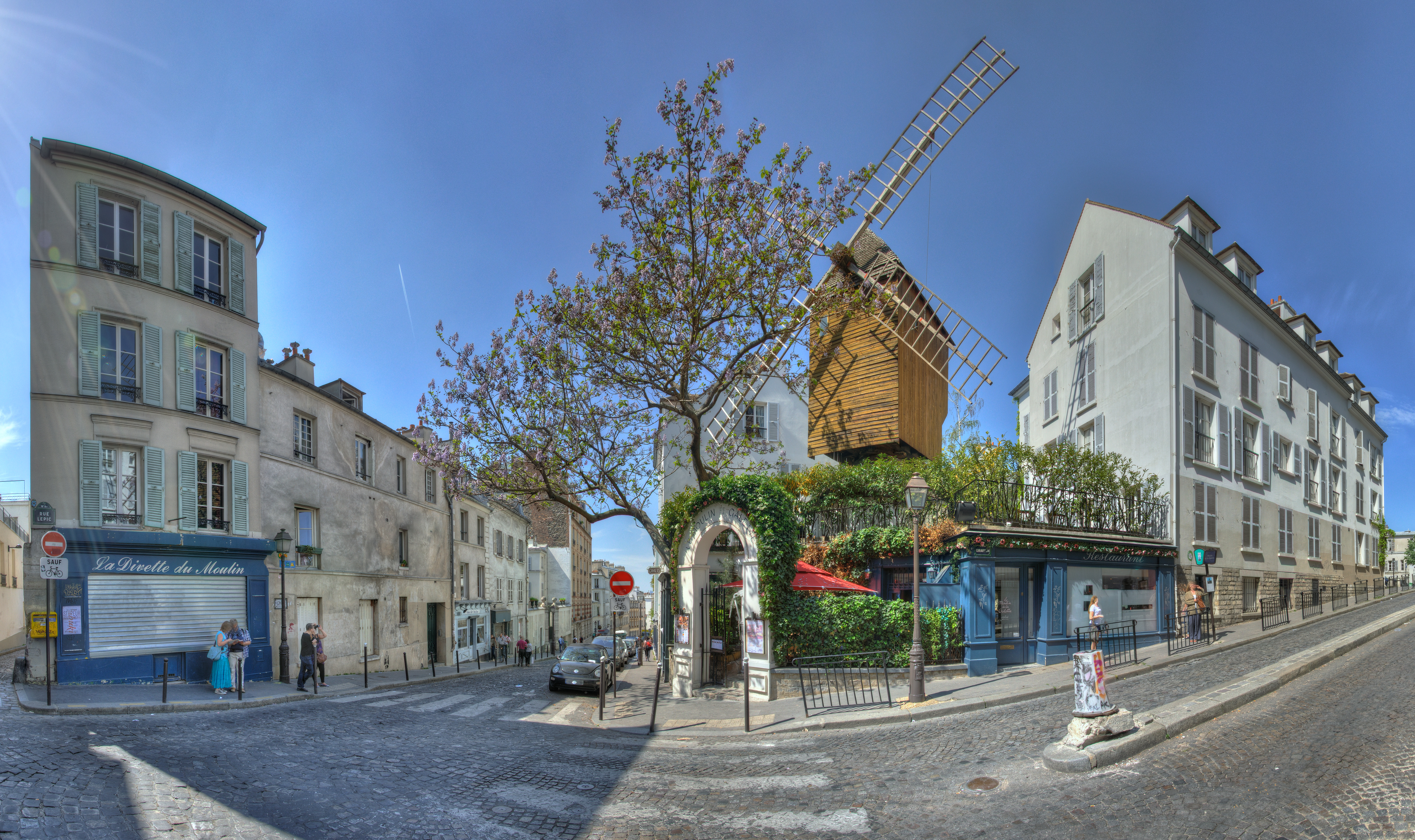
Le moulin Radet sur le toit du restaurant dit « Moulin de la Galette ».

De nos jours, le moulin Blute-fin se situe exactement au 75-77 rue Lepic et celui du Radet, à l'angle des 83 rue Lepic et 1 rue Girardon, les deux figurant l'ancien moulin de la Galette pour les Parisiens et les curieux du monde entier, friands de légende montmartroise.
Désormais, le Blute-fin est le dernier moulin de la Butte en état de fonctionnement, il se trouve actuellement au sein d'une propriété privée témoignant par ses derniers vestiges de l’ancien maquis de Montmartre mais n'est pas visitable. Il n'est pas en trop mauvais état[réf. nécessaire] et les pièces importantes du mécanisme, comme ses meules, existent toujours.
Dans l'enceinte de la résidence privée qui comprend la partie sud de l'impasse des Deux-Frères, se trouve la mire du Nord.

### Le bal auXIXesiècle

#### Contexte géographique et social

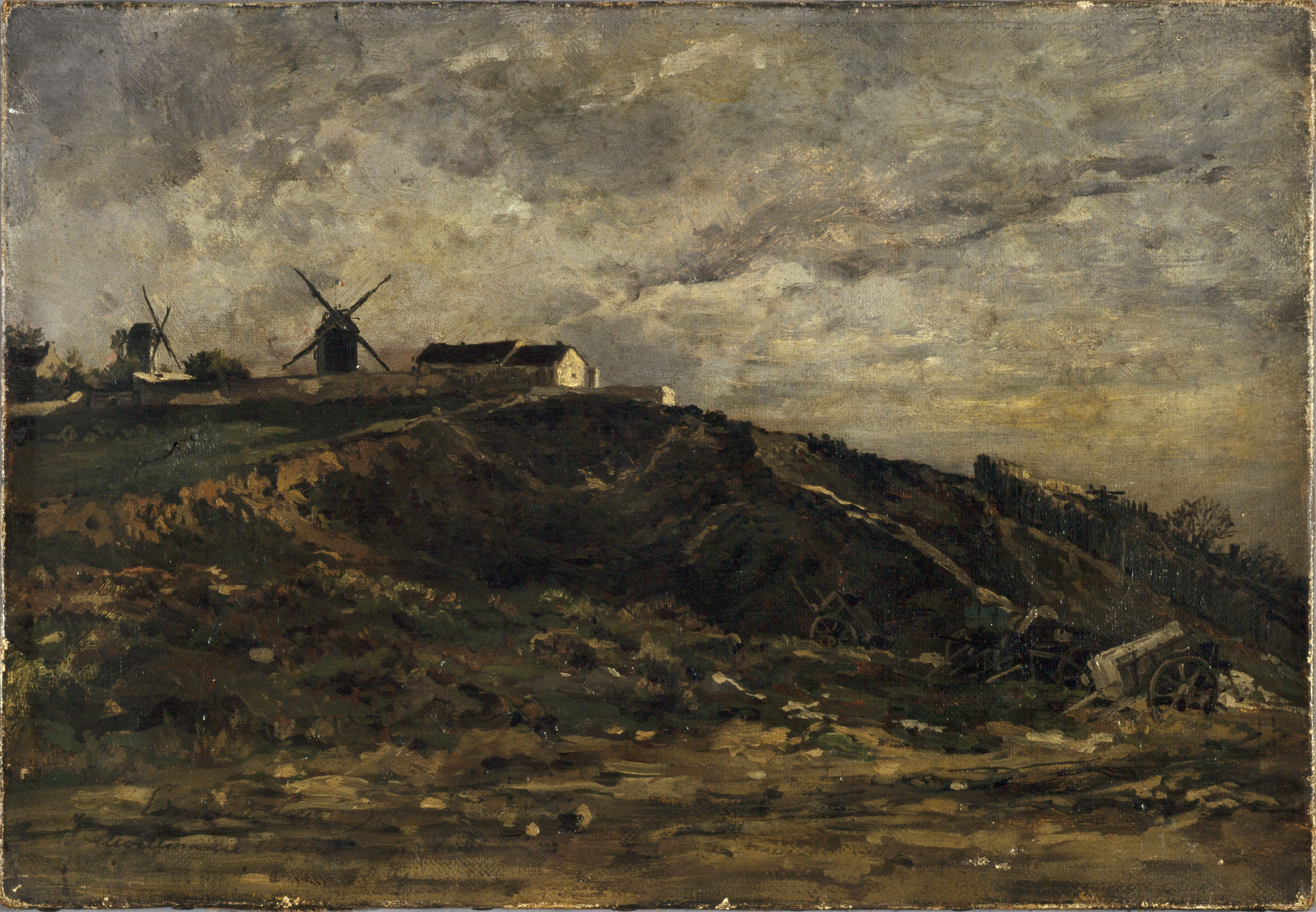
Les moulins de Montmartre, versant nord (1865).

Au XVIIIe siècle, il y a encore plus de vingt-cinq moulins, tant sur les hauteurs qu'aux abords de Montmartre,. Le dramaturge Jean-François Regnard (1655- 1709) écrit ses vers : 
« Où de trente moulins les ailes étendues
M’apprennent chaque jour, quel vent chasse les nues. »
En haut de la Butte Montmartre, on trouve encore au début du XIXe siècle le moulin des Prés, le moulin de la Fontaine-Saint-Denis, le moulin de la Béquille, le moulin Vieux, le moulin Neuf, le Blute-Fin, le Radet (anciennement Chapon) et le moulin des Brouillards, côté occidental ; également les moulins la Vieille Tour, la Grande Tour, la Petite Tour et du Palais, le long d'un chemin appelé « rue des Moulins » (future rue Norvins) ; aussi les moulins Paradis, la Turlure et de la Lancette, à l'est, ceux le moulin du Vin, la Vieille-Tour, la Grande-Tour, la Petite-Tour, le moulin Paradis, la Poivrière. En 1829, le poète P.-D. Écouchard-Lebrun les appelle « les enfants d'Eole ⟨qui broient⟩ les dons de Cérès »,.

En 1810, Montmartre compte 16 bals autorisés, pouvant annoncer leur ouverture, et quantité d'autres bals ou guinguettes. Cinquante ans plus tard, il ne reste plus que trois moulins appartenant tous aux Debray,.   

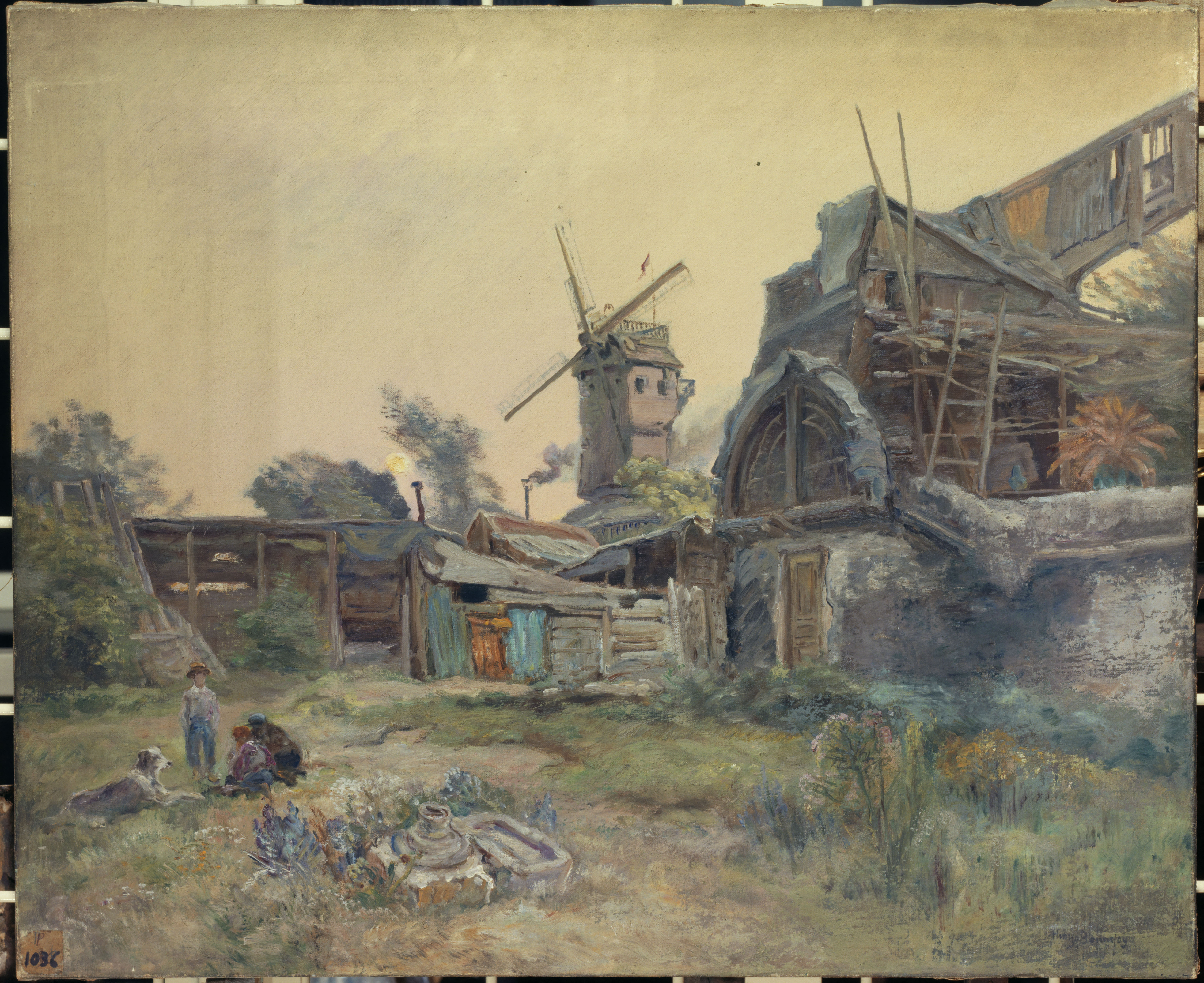
Moulins à Montmartre, H.-A. Bonnefoy (1900).

Les bals ouvrent les dimanches, lundis et jours fériés.
Montmartre et Paris sont alors deux communes séparées par le mur des Fermiers généraux, qui seront réunies en 1860. Le village de Montmartre est constitué du Haut‑Montmartre où les moulins sont plantés sur la butte gypseuse et du Bas‑Montmartre qui se différencie du premier par sa proximité parisienne et sa population.

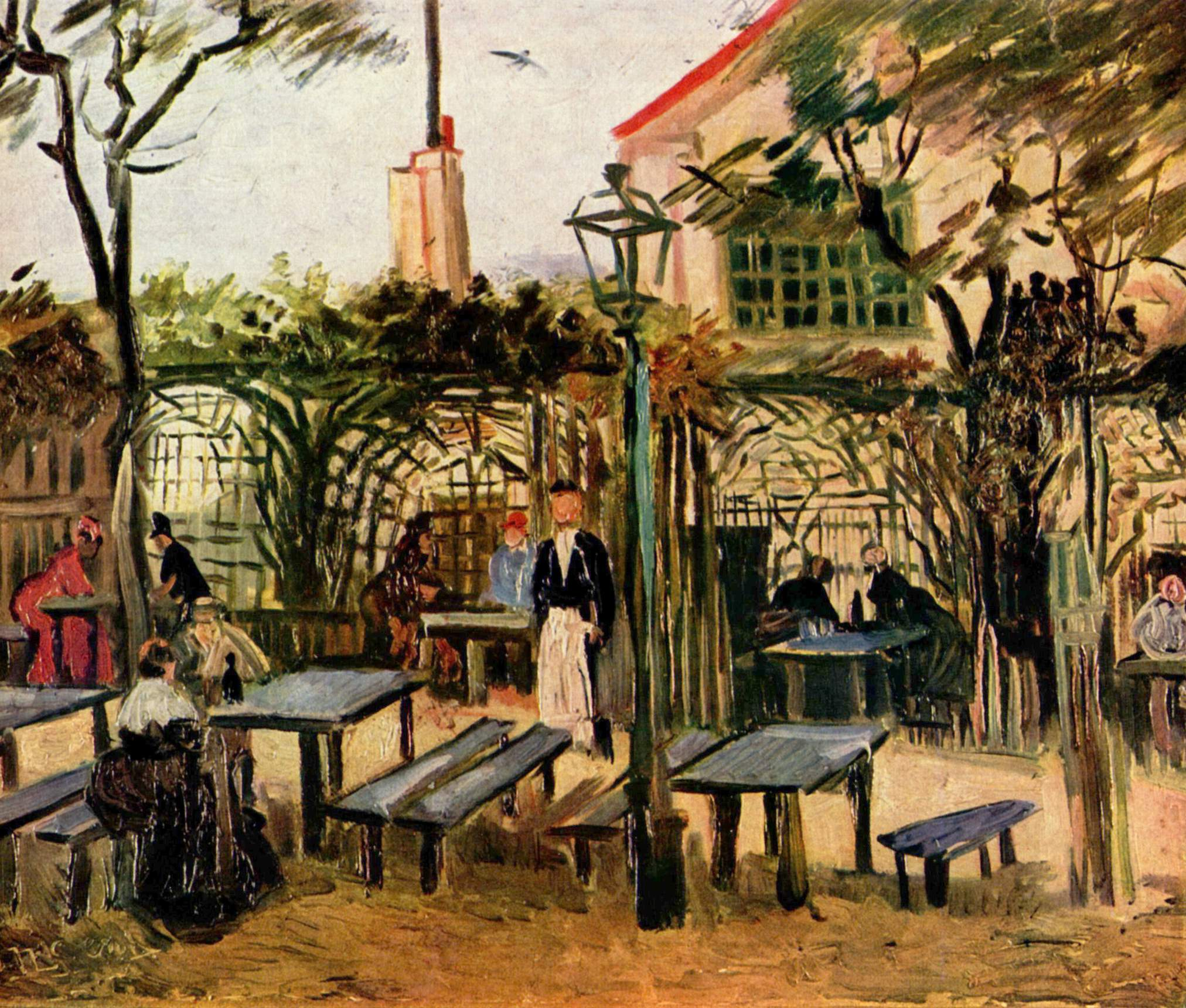
La Guinguette, terrasse d'un café à Montmartre (v. 1886). Toile peinte par Van Gogh à la guinguette « Aux billards en bois » (aujourd'hui restaurant « À la bonne franquette ») à l'angle des rues des Saules et Saint-Rustique à Paris.

Au début du XIXe siècle, ce Haut-Montmartre est un village de vignerons, de laboureurs et de meuniers dont les moulins surtout jouissent déjà d'une grande célébrité car leurs propriétaires tiennent en même temps des cabarets. Sa mauvaise renommée tient aux carriers qui l'habitent également et à ses carrières ouvertes offrant refuge aux voleurs et aux vagabonds de la grande ville, jusqu'à ce qu'elles ferment.
Au milieu du même siècle, la population se transforme majoritairement en cabaretiers, propriétaires de guinguettes et de tables d'hôtes, avec une minorité se composant généralement d'employés, d'ouvriers, de petits rentiers attirés par des loyers et certains produits de consommation (sans droits d'octroi à payer) moins chers qu'à Paris.
Montmartre compte 636 habitants en 1806, et plus de 40 000 âmes au milieu du XIXe siècle - ne cessant d'augmenter, qui s'y installent à cause des démolitions haussmanniennes de Paris, ce qui lui fait gagner en sécurité (gentrification).
La clientèle des guinguettes vient surtout du Bas-Montmartre et de Paris. La Butte reste alors un coin de campagne plaisant et ombragé, avec des vignes en coteaux et de nombreuses sources, où on aime aller en promenade. La pente est âpre (le « bonheur de l’ascension », écrit Éric Hazan) et on y monte éventuellement à dos d'âne - ceux qui servent en semaine à « monter » le blé aux moulins et à « descendre » la farine en ville -, en empruntent le Vieux Chemin dont le tracé correspondra approximativement à la future rue Ravignan, en se désaltérant en chemin à l'ombre des tonnelles des cabarets,.
Afin d’accueillir les visiteurs de plus en plus nombreux, peu à peu, se sont développées des guinguettes où se restaurer, boire le petit vin blanc aigre montmartrois et danser. Le plus célèbre bal (et son restaurant) est celui du Poirier-sans-Pareil (aussi connu sous le nom de bal Dourlan), situé à l'emplacement de l'actuelle place Émile-Goudeau (autrefois place Ravignan), à la place du Bateau-Lavoir ; il ferme en 1830, le sous-sol étant miné par des carrières de plâtre.

#### Situation

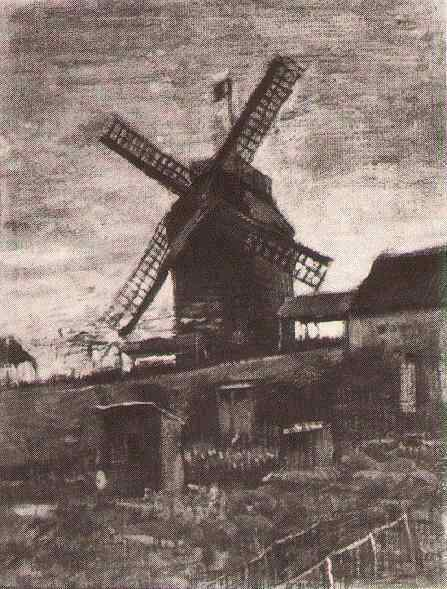
Le moulin de Blute-Fin par Van Gogh (1886).

En 1833, l'un des fils de la famille Debray, surnommé « le petit père Debray », propriétaire des moulins le Radet et le Blute-Fin, guéri de sa blessure à la suite d'un coup de lance reçu en 1814 lors de la défense de Paris (voir infra), et amateur de danses et d'entrechats, réunit dans son moulin des jeunes gens pour leur enseigner son art favori et les grâces du maintien qu'on y doit apporter. Son succès lui fait ensuite penser au profit qu'il peut en tirer en fondant un bal public. Il ouvre ainsi le « bal Debray » le dimanche, situé en plein air dans la cour de la ferme familiale, au pied du Blute-fin situé près du Radet. L'année suivante, Debray transfère le Radet à l’intérieur de sa ferme,.
De 15h à la nuit tombée, on y vient danser et déguster des galettes au beurre, confectionnées par la femme de Debray, accompagnées d'un verre de lait (éventuellement d'ânesse) - boisson qui sera échangée plus tard contre le vin aigrelet cultivé sur les flancs de la butte. Le succès est immédiat et la clientèle populaire.
Vers 1860, le moulin de la Galette est l'un des trois moulins restant sur la Butte - tous appartenant à la famille Debray, ; le troisième, un petit moulin venu de Montrouge et installé sur la Butte en 1830, sera détruit en 1911,.
En 1864, la création de la rue Lepic (anciennement rue chemin Neuf en 1809 puis rue l'Empereur en 1852) permet aux Parisiens et aux voitures d'accéder plus facilement au haut de la butte Montmartre en évitant d'emprunter les chemins boueux très mal entretenus.
De 40 000 vers 1850, la population augmente passant en 1861 à 57 000 habitants, en grande partie chassés de la ville à la suite des travaux du baron Haussmann.
Très vite, le Bal Debray devient le « moulin de la Galette », en ne prenant ce dernier nom « officiellement » qu'en 1895. L'entrée est au 3, rue Girardon à l'angle de la rue Lepic.
Au cours des années, le bal se transforme. De bal en plein air entre les deux moulins, il devient une grande salle fermée décorée de grands lustres à candélabres et de palmiers que montrent les photographies prises notamment en 1898. À l'extérieur de la salle de bal se trouvent des jeux, des stands de tir, des escarpolettes...

#### Description

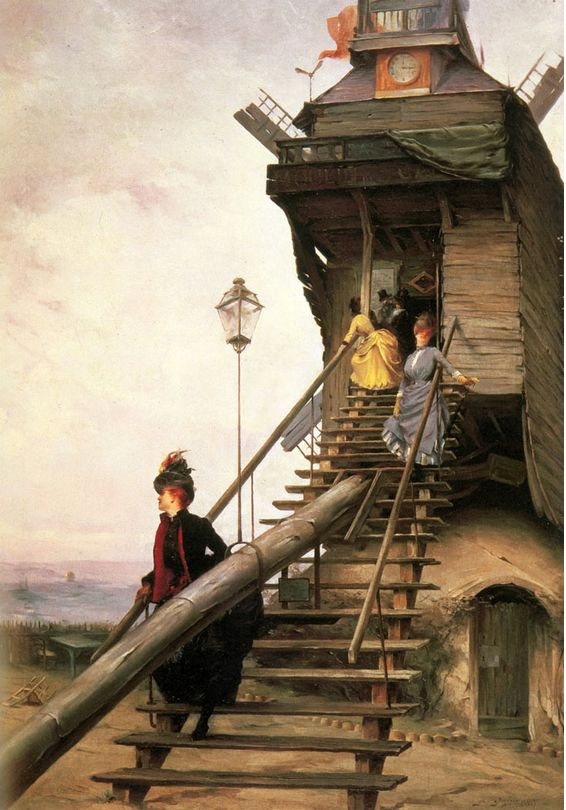
Escalier menant au point de vue, Paul Quinsac (1886).

Fixé et aménagé en point de vue sur tout Paris, le Blute-fin reçoit une plateforme ou terrasse en bois, à laquelle on accède par un escalier et ouverte tous les jours. Au tournant du XXe siècle, une grande porte en treillis de bois signale l’entrée du « Point-de-vue », depuis la rue Lepic.

Les écrivains qui fréquentent cet établissement distinguent le moulin de la Galette et le Bal Debray. En 1899, Rodolphe Darzens, biographe d'Arthur Rimbaud, en fait la description : 

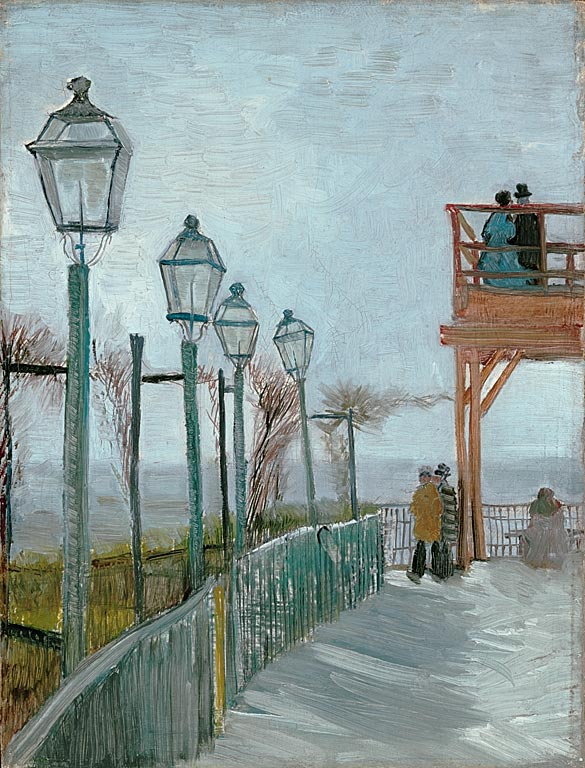
Terrasse et plateforme d'observation au Moulin de Blute-Fin par Van Gogh (1887).

« La porte, peinte en rose et en vert cru, est surmontée dans un cercle de globes blancs de ces deux mots : “Bal Debray”. Un couloir qui monte et tout de suite la vaste salle lumineuse, avec un pourtour semé de tables et de bancs. L'espace où l'on danse est entouré d'une balustrade de bois rouge ; au bout sur une estrade, l'orchestre. Avant la danse c'est quatre sous par couple. La plupart du temps c'est la danseuse qui paie son cavalier. »

#### Orchestre

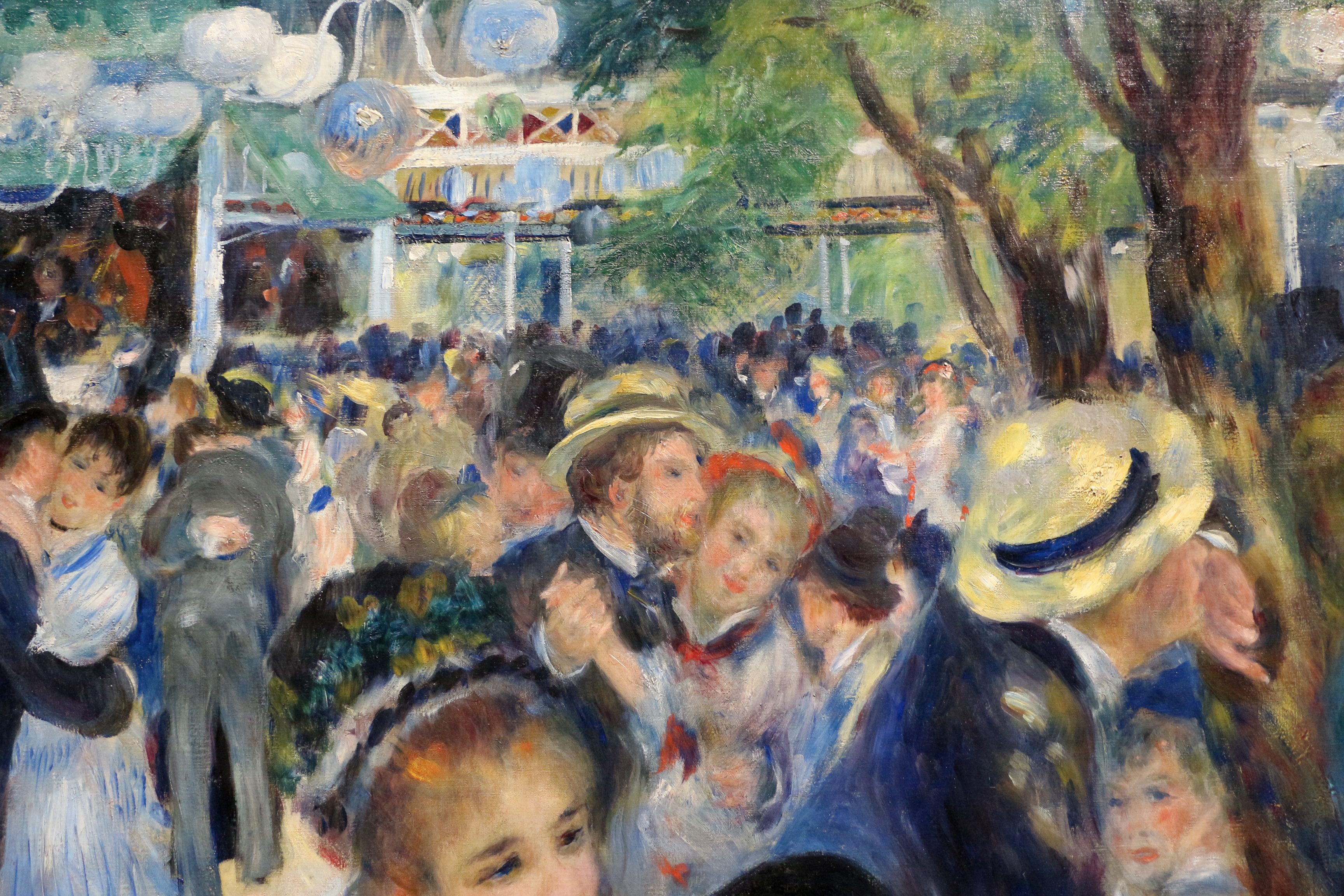
Bal du Moulin de la Galette (détail), A. Renoir (1876).

Le tableau d'Auguste Renoir intitulé Bal du Moulin de la Galette et peint en 1876 figure un orchestre qui joue sur une estrade figurée au fond du tableau à gauche, sous les globes d'un éclairage au gaz (voir infra).
Le compositeur Auguste Bosc (qui fondera en 1904 le Bal Tabarin) est engagé pour diriger l’orchestre du moulin, dans les années 1880.
Cet orchestre est ainsi décrit quelques années auparavant par André Gill dans sa « pièce à dire » intitulée Moulin de la Galette :

« Un orchestre d'estropiés
Donne le branle à cette foule
On s'écrase les pieds
On chahute, on hurle, on se soûle. »

#### Danses

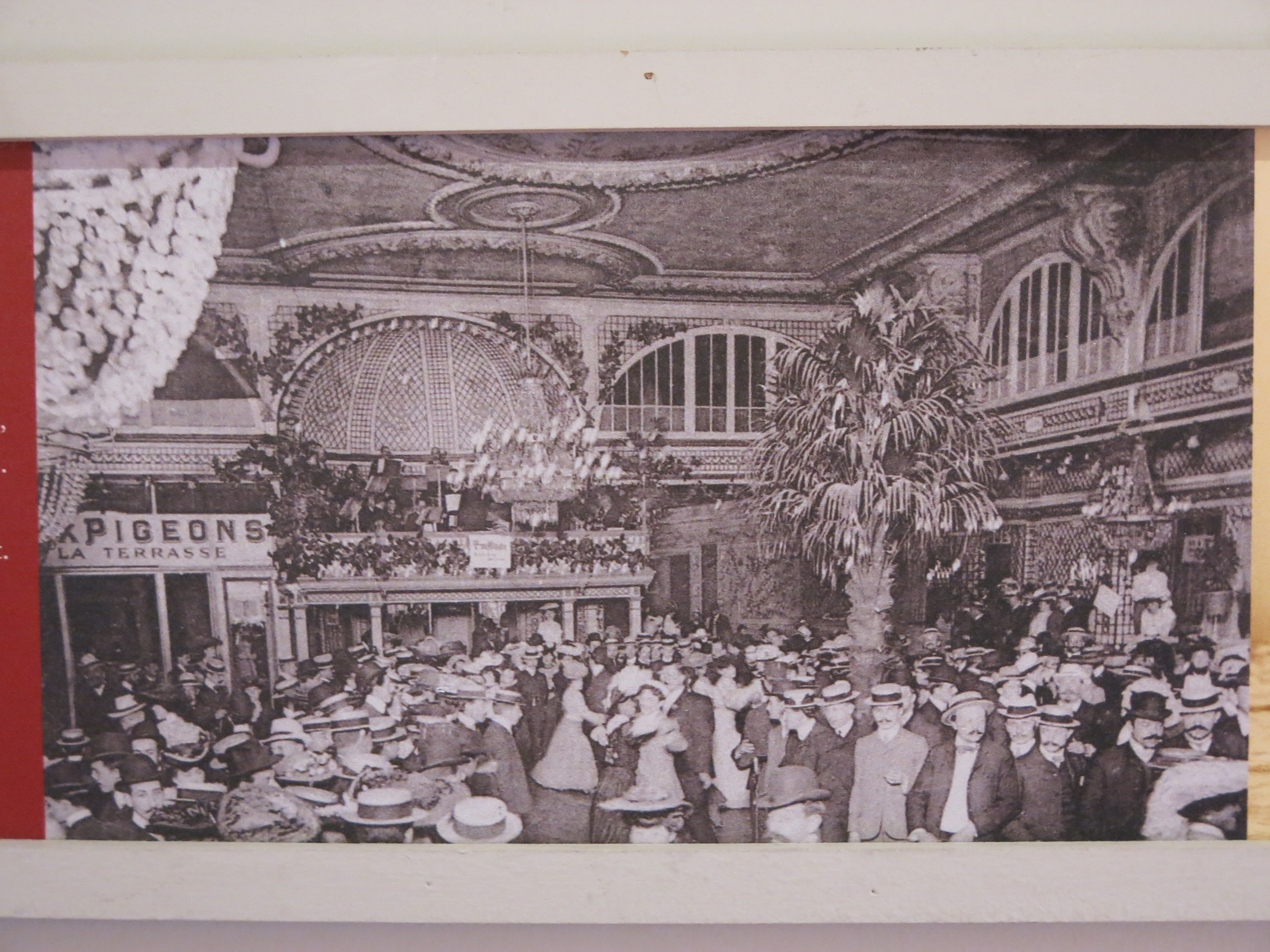
Nouvelle salle de danse du moulin de la Galette (1898).

Le « petit père Debray » est un amateur de danse, qui dispense des cours à partir de 1833 aux riverains et aux Parisiens qui viennent prendre l’air le week-end,. Le succès de ses cours lui donnera l'idée d'ouvrir le « Bal Debray » au moulin de la Galette qu'il possède.
Un journaliste de « Comoedia » écrit : « On dansait, on gambadait, la meunière était avenante et le meunier complaisant ».
De nouvelles danses apparaissent et il faut faire appel à un orchestre plus professionnel pour remplacer les « estropiés ». La polka est toujours dansée mais le quadrille, le chahut puis le cancan et plus tard le French-cancan vont prendre de l'importance. Les propriétaires recrutent le compositeur Auguste Bosc qui va faire vibrer son orchestre et soulever l'ardeur des danseurs. Auguste Bosc deviendra par ailleurs propriétaire en 1904 du fameux Bal Tabarin où il ponctuera de coups de feu les quadrilles à l'aide d'un revolver à six coups.

#### Vedettes et clientèle

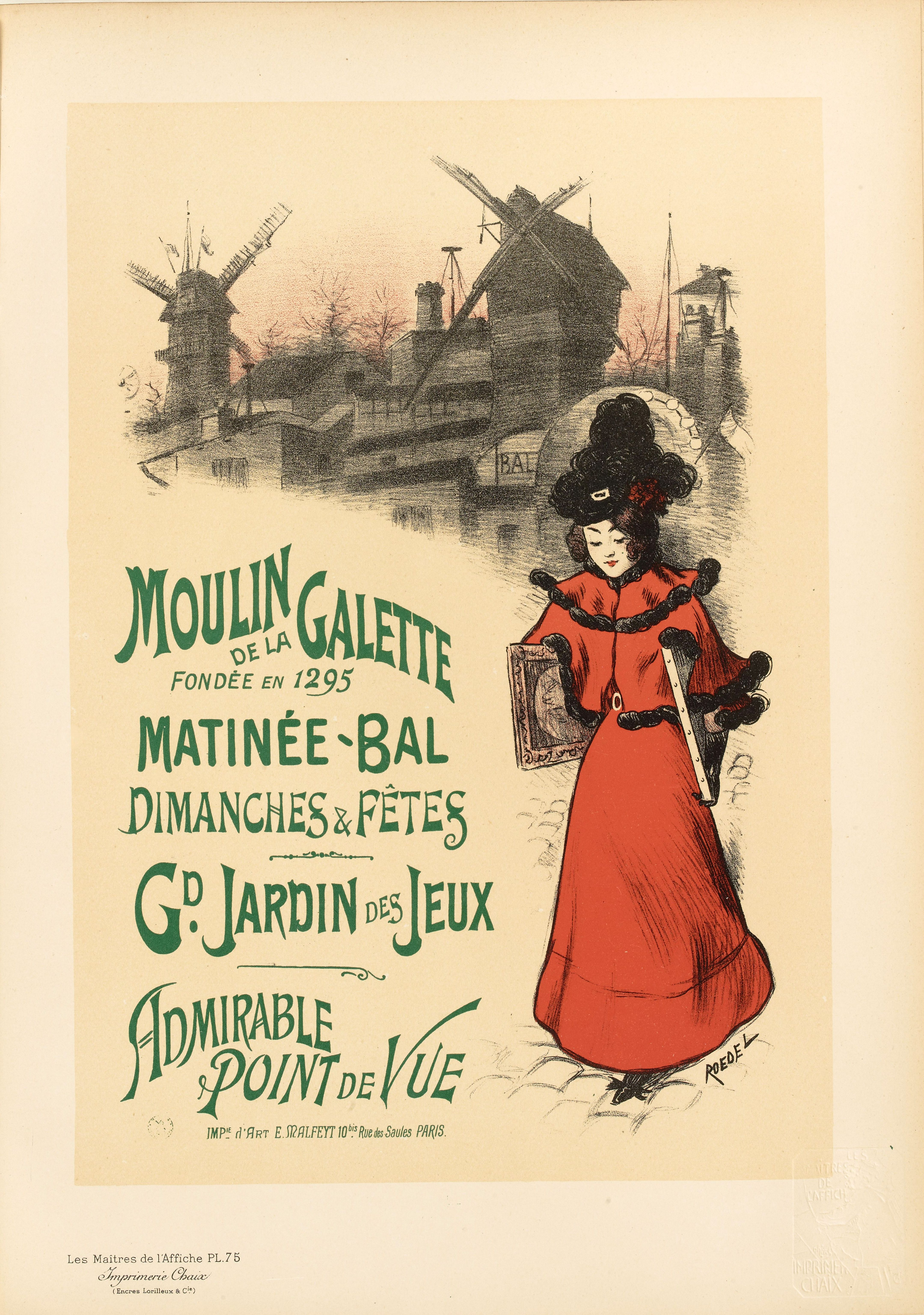
Affiche par A. Roedel (1896).

Les futures vedettes du French-cancan, la Goulue et Valentin le Désossé, font leurs débuts au Moulin. Les peintres, les dessinateurs sont des clients attitrés, tels Renoir, Toulouse-Lautrec, Van Gogh, Signac, Utrillo, Van Dongen ou Picasso, et le lieu va inspirer plusieurs d'entre eux qui le représenteront dans leurs œuvres. Y frayent également des personnages hauts en couleur de la bohème.
À partir de 1834, quand le bal passe de plein air à salle fermée, il s'encanaille un peu plus. La majeure partie de la clientèle est populaire et il est fréquent qu'une petite Montmartroise y fasse une halte pour danser. Sa mère vient la chercher et la foule crie : « Marie, v'la ta mère ! » et toutes les Marie quittent rapidement leurs partenaires. La jeune Marie se prend deux gifles et la foule conspue la mère.
La direction est très stricte, éloigne la clientèle trop crapuleuse issue souvent des carrières et repousse les filles de mauvaise vie et leurs souteneurs, mais on raconte que certaines louaient de belles robes pour le dimanche, soulevaient un client, et rendaient les habits le lendemain. Depuis 1900, le Tout-Paris, acteurs et actrices connus, monte à l'assaut de Montmartre le mardi et déguste les galettes avec un verre de muscat.

#### Organisation
À partir de 1833, le bal du moulin fonctionne le dimanche mais le reste de la semaine demeure réservé aux activités meunières.
À partir des années 1870 où le moulin cesse de moudre et jusqu'en 1914, le bal est ouvert quatre jours par semaine.
De 1936 à 1937, la Confédération internationale des accordéonistes organise au Moulin de la Galette, le Concours International de l’Accordéon, et y organise en 1938, les premiers championnat du monde.
Aujourd'hui, situé juste au-dessous du moulin Radet, on trouve un restaurant que la célèbre chanteuse franco-égyptienne, Dalida, fréquentait régulièrement. Sa table d'origine a même été conservée[source insuffisante].

#### Témoignage
Le journal L’Intransigeant du 28 mai 1882, par la plume de Gramont, raconte :
« Dimanche dernier, je fus au bal. Au bal du Moulin de la Galette.

Bal du Moulin de la Galette, A. Renoir (1876).

J’y suis allé – avec deux copains… X..., tavernier du diable, et… B..., librettiste et dominotier (...).
Je l’adore moi ce bastringue, avec sa grande salle rectangulaire, au plancher ciré, tout luisant – son orchestre aux trombones beuglants, aux glapissantes flûtes – ses couples juvéniles tournoyant dans la valse, sautillant dans la polka, se déhanchant dans le quadrille ; – ses tables ou d’autres amoureux consomment la main pressant la main avec tendresse, le classique saladier de vin sucré ou des absinthes auxquelles la fadasse addition de l’orgeat donne une teinte maladive, chlorotique, une verdeur blafarde ou une blancheur verdâtre – la couleur des faces de noyés…
J’aime ce moulin – « fondé (sic) en 1295 » – et son jardin montueux, et son vertigineux « point de vue » d’où tout le vaste tas de pierre Paris se découvre ; sa reproduction enfantine de la prise des Buttes par les alliés (?), et ses chevaux de bois, qui « sans espoir de foin » accomplissent « leurs galops ronds » et son Tir historique, et sa galette enfin, exquise, bien faite avec « du beurre dedans » – car le Moulin de la Galette n’est pas de ces établissements à la menteuse enseigne, qui induisent en erreur les naïfs. Non, au Moulin de la Galette – il y a de la galette. C’est pour cela même que les patrons en gagnent. La probité dans le commerce. Tout est là.
X..., Z... et moi, après avoir parcouru le jardin, être grimpés au point de vue, nous entrâmes dans la salle et nous nous assîmes sur la plate-forme pour examiner danses et danseurs.
A une table devant nous, il y avait ce spectacle :
Un couple, un tout jeune couple, assis devant deux absinthe-orgeat. Paul et Virginie de Montmartre. Juliette et Roméo naturalistes. L'éternelle « elle et lui ». Tous deux vicieux candidement collés et ingénus. Ayant à eux deux quelque chose comme trente-cinq ans. Ne dansant pas, ne regardant pas les danseurs ni les promeneurs qui fluaient et refluaient le long du pourtour dans les deux sens.
Lui, tout à elle ; elle, tout à lui. Le « jeune homme » fiérot, protecteur, un bras passé autour de la taille de la petite. Elle, le contemplant, - parfois se soulevant, haussant sa joue jusqu'à la bouche de son « homme » pour se faire embrasser, comme ça, devant tout le monde - mais vite, et avec une discrétion relative. Jolie, d'ailleurs, cette môme. Un peu colorée et maflue. Il suffisait de la nipper et de la faire - par un moyen quelconque - pâlir et maigrir - pour la rendre charmante (...).
Assurément, ces messieurs et demoiselles ne sont pas des modèles de vertu, des parangons de chasteté. Mais au Moulin de la Galette, ils donnent un bien bon exemple : celui d'une gaîté sincère. On voit qu'ils s'amusent pour de bon. C'est quelque chose. La gaieté et la jeunesse, - voilà deux belles qualités. Exiger en outre de la vertu, serait exiger trop. On ne peu pas tout avoir !
Aussi préférerons-nous toujours le bastringue de la rue Lepic - où l'on n'est du tout vertueux - mais où l'on rigole - aux réunions et aux bals de « la haute » ou de « la moyenne » - où l'on n'est pas vertueux non plus - mais où, en revanche, on s'embête (...) »

### Épisode sanglant ou légende?

#### Légende
Le 30 mars 1814, lors du siège de Paris, l'armée impériale russe est à Paris, à la porte de Pantin. Le maréchal Marmont, responsable de la défense de Paris, entame des pourparlers pour un armistice. Celui-ci est signé le 31 et les troupes françaises se replient vers le sud de la capitale. La butte Montmartre n'est alors plus défendue.
De nombreux Montmartrois ont fui, mais il reste un noyau d'irréductibles, parmi lesquels des membres de la famille Debray, meuniers de pères en fils, qui décident de tenir tête aux envahisseurs : les quatre frères Debray et le fils unique de l'aîné, plantés sur les hauteurs de la butte. Se préparant à investir l’îlot de résistance, les Russes commandés par le comte de Langeon (Français au service du tsar) sont accueillis par le tir d'un boulet tiré par l'aîné des Debray, couchant plusieurs assaillants. L'officier russe demande que celui qui a tiré se livre. Pour toute réponse, Debray fait feu sur l'officier qui s'écroule, et Debray est abattu en retour. Son fils, Nicolas-Charles Debray, qui était à son côté, est transpercé par une lance ; il survivra, et c'est lui qui, sous la Restauration, transformera le moulin en guinguette.
En représailles, les Russes découpent le corps du père en quatre morceaux qu'ils attachent sur les ailes du moulin. À la nuit tombée, la femme de Debray va récupérer les restes du supplicié, les met dans des sacs de farine, et les emporte au cimetière du Calvaire à Saint-Pierre de Montmartre. Dans cette bataille, trois Debray sur cinq ont perdu la vie sur la pente nord de la colline,.
C'est Auguste Debray, l'arrière-petit-fils du héros de Montmartre, qui rapporte le récit de ce drame, à la fin du XIXe siècle.
Une autre version dit :
« Malgré les avantages incontestables de sa situation, Montmartre n'avait été armé que de neuf pièces de canon, sept au moulin de la Lancette et deux au moulin Neuf, les deux saillants extrêmes d'est et d'ouest de la butte : avec trois pièces de réserve, c'était tout ce qui pouvait tirer utilement de ces hauteurs, le 30 mars 1814.
Le matin, après avoir installé son quartier général au Château-Rouge, le roi Joseph passait en revue les gardes nationaux qui servaient les batteries : « Tenez bon, Messieurs, s'écria-t-il pour les électriser, Napoléon est à La Villette ! » La nouvelle était fausse. C'étaient les Prussiens et non l'empereur qui étaient à La Villette. Les canonniers se firent hacher sur leurs pièces. Parmi eux se trouvaient quatre meuniers du nom de Debray, c'étaient les quatre frères ; criblés de coups de baïonnettes, les trois plus jeunes furent laissés pour morts. Le soir même, la capitulation de Paris eut lieu.
L'aîné des Debray servait encore avec son fils les pièces qui étaient braquées devant leur moulin, quand l'ordre de cesser le feu fut apporté. Ce brave avait résolu de venger ses frères ; il attendit qu'une colonne ennemie fut à portée, et envoya sur elle deux bordées de mitraille. C'étaient des Russes. Ils se ruèrent sur la batterie ; les gardes nationaux soutinrent le choc ; mais, accablés par le nombre, ils durent se rendre. Le commandant russe exigea que celui qui avait commandé le feu lui fût livré, ou que des prisonniers allaient être fusillés. Debray sortit des rangs et, au moment où l'officier mettait la main sur lui, il le tua d'un coup de pistolet. Massacré sur-le-champ par l'ennemi en fureur, son cadavre fut coupé en quatre morceaux et accroché à chacune des ailes du moulin.
La nuit suivante, la veuve de ce héros vint détacher ses restes et les fit porter, dans un sac à farine, au petit cimetière de l'église Saint-Pierre, où sa tombe existe encore. Son fils avait été cloué d'un coup de lance à l'arbre du moulin, dans l'intérieur duquel il s'était réfugié. Il survécut trente ans à cette horrible blessure, ne pouvant plus absorber que du lait, car il avait eu l'estomac lésé.
Le moulin qui aurait été la scène de ce drame aurait été autrefois celui qui est connu sous le nom de But-à-fin... »

#### Légende fondée sur des faits réels
La tombe Debray existe, contrairement à ce que pouvait prétendre l'historien André Maillard. Elle se trouve dans le cimetière Saint-Pierre de Montmartre.
Sur le sommet de cette tombe, un moulin est visible ainsi que des gravures sur le côté : « FAMILLE DEBRAY », « Pierre-Charles DEBRAY, MEUNIER PROPRIÉTAIRE A MONTMARTRE, DÉCÉDÉ LE 30 mars 1814, TUÉ PAR L'ENNEMI SUR LA BUTTE DE SON MOULIN, Aimée-Geneviève BAILLY, Épouse de Pierre-Charles DEBRAY, NÉE A MONTMARTRE LE 11 JAN. 1754, DÉCÉDÉE LE 25 octobre 1812. » Rien n'a été découvert sur le fils du meunier, surnommé plus tard « le petit père Debray », qui serait à l’initiative du bal de la Galette. Le fils du meunier ne pouvait plus boire d'alcool à la suite du coup de lance russe, reçu le 30 mars 1814 dans l'estomac, et c'est la raison pour laquelle il aurait initialement imposé le lait comme boisson (accompagné d'une galette) au bal public du Blute-fin,.

## Le moulin et les arts
Plusieurs tableaux peints par Eugène Cicéri (musée Carnavalet à Paris) ou Vincent Van Gogh (muséum de Fundatie à Zwolle) prennent le moulin Blute-fin pour sujet principal afin de figurer celui de la Galette.
Puisque sous l’appellation « Moulin de la Galette », on peut trouver autant de représentations du Radet que du Blute-fin, la plateforme aménagée au sommet du Blute-Fin afin de servir de point-de-vue permet d'identifier le moulin sur les peintures et photographies anciennes..

### Arts graphiques

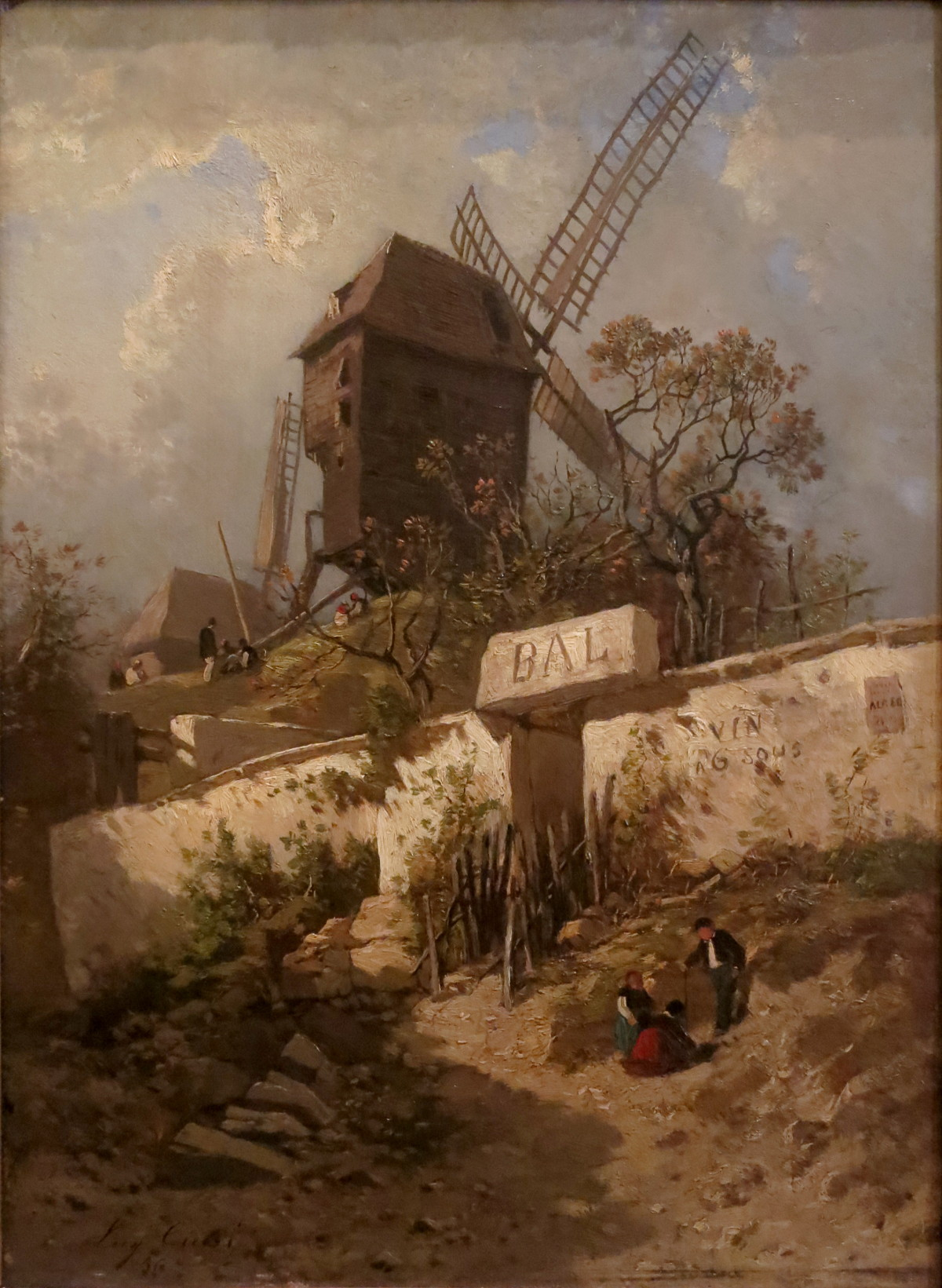
Le Moulin de la Galette, Eugène Cicéri (1856).
Bal du moulin de la Galette, Auguste Renoir (1876).
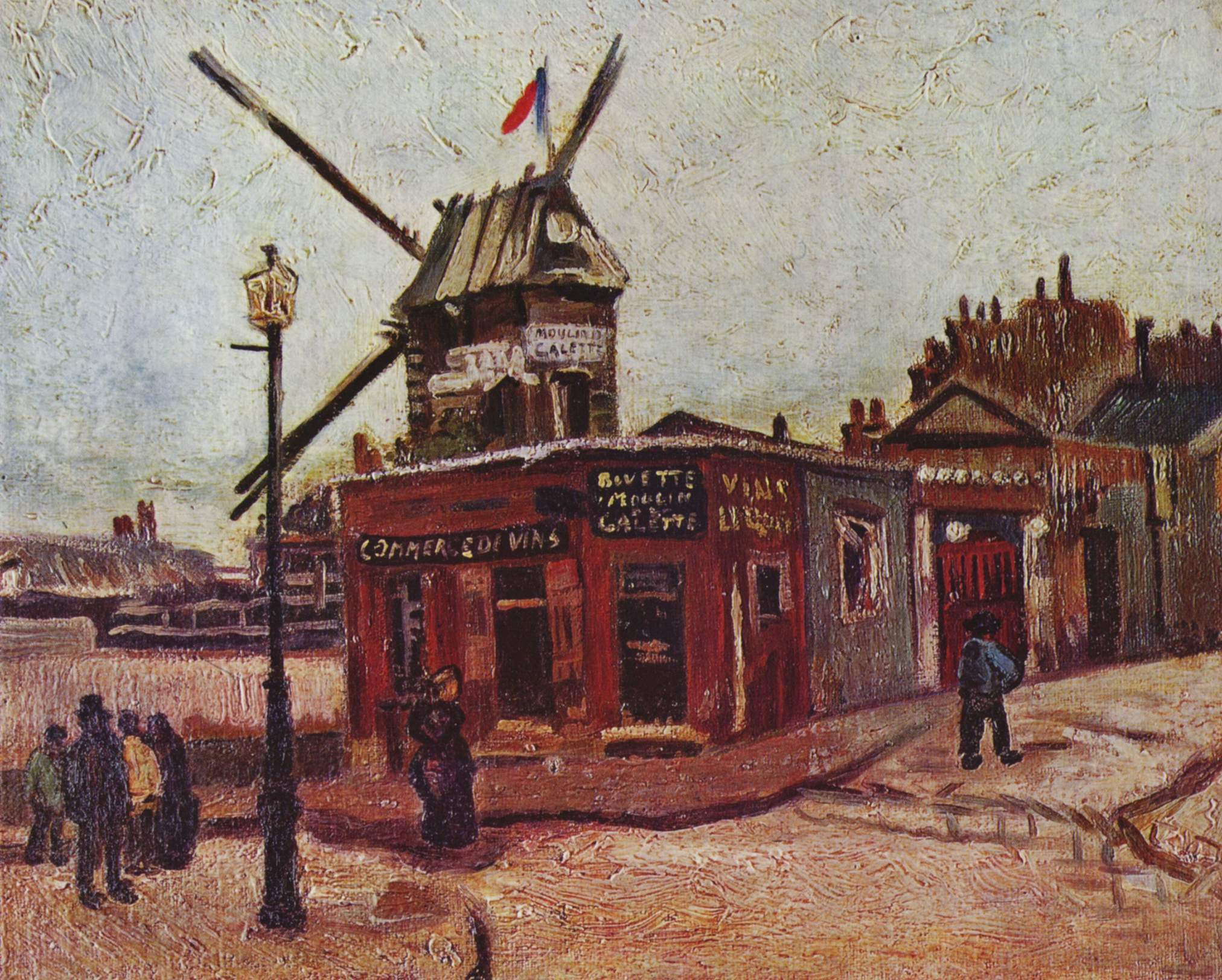
Le Moulin de la Galette, Vincent van Gogh (1886).
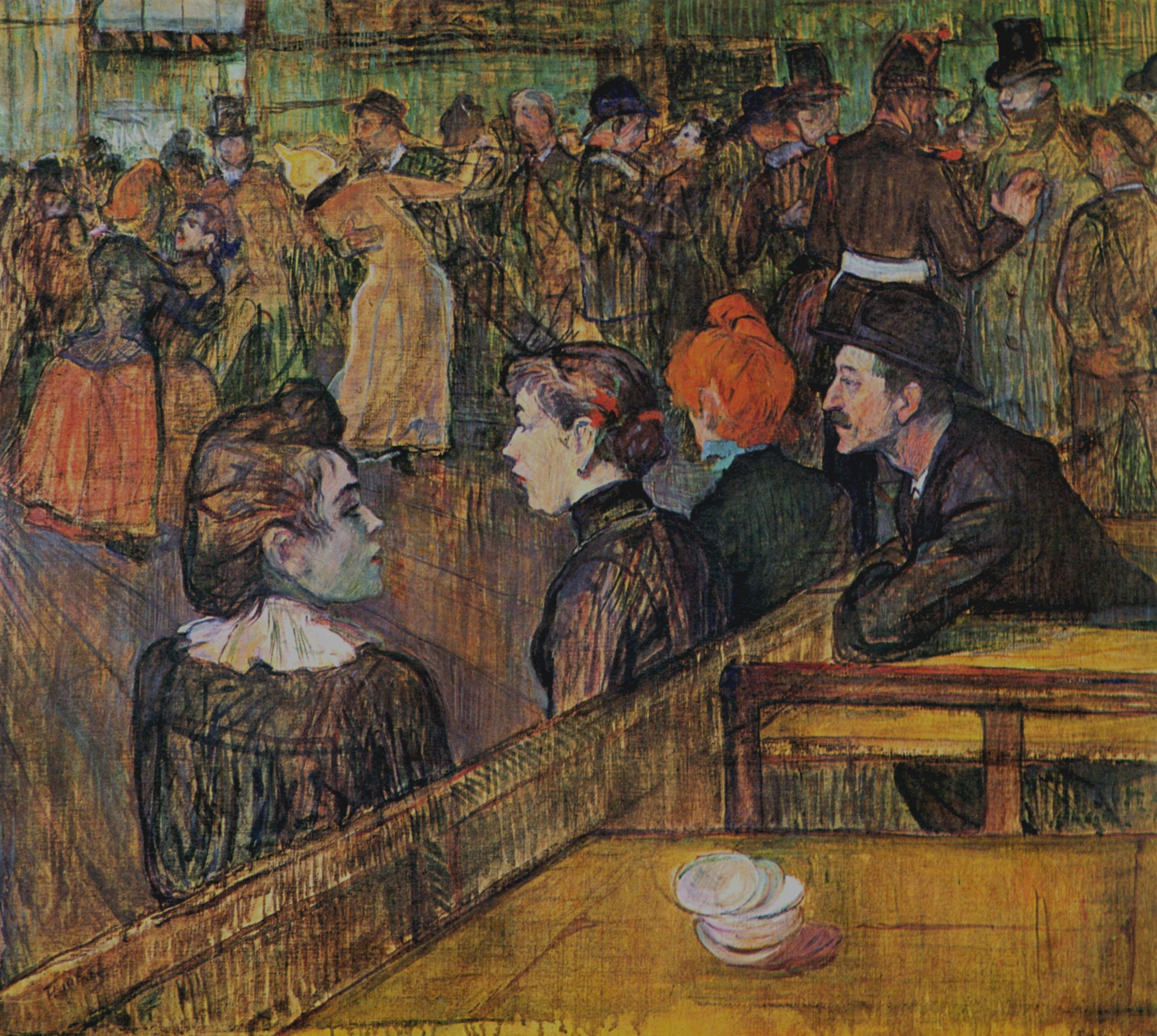
Au bal du moulin de la Galette, Henri de Toulouse-Lautrec (1889).
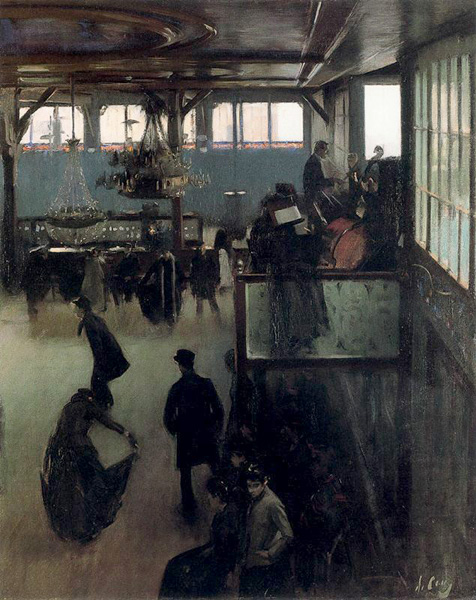
Bal du moulin de la Galette, Ramon Casas (1890-1891).
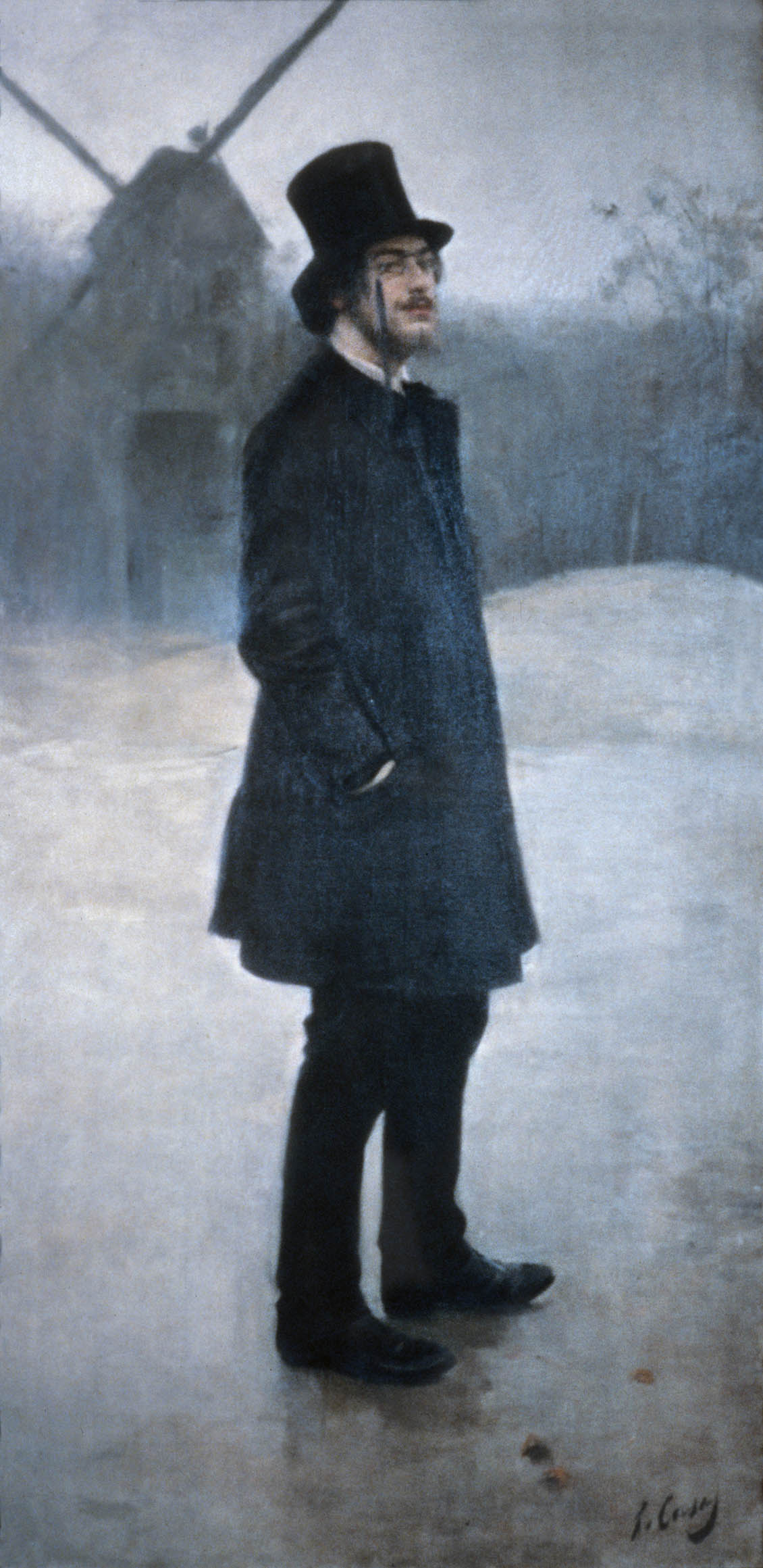
El Bohemio, Ramon Casas, représentant Erik Satie devant le Moulin de la Galette[34] (1891).
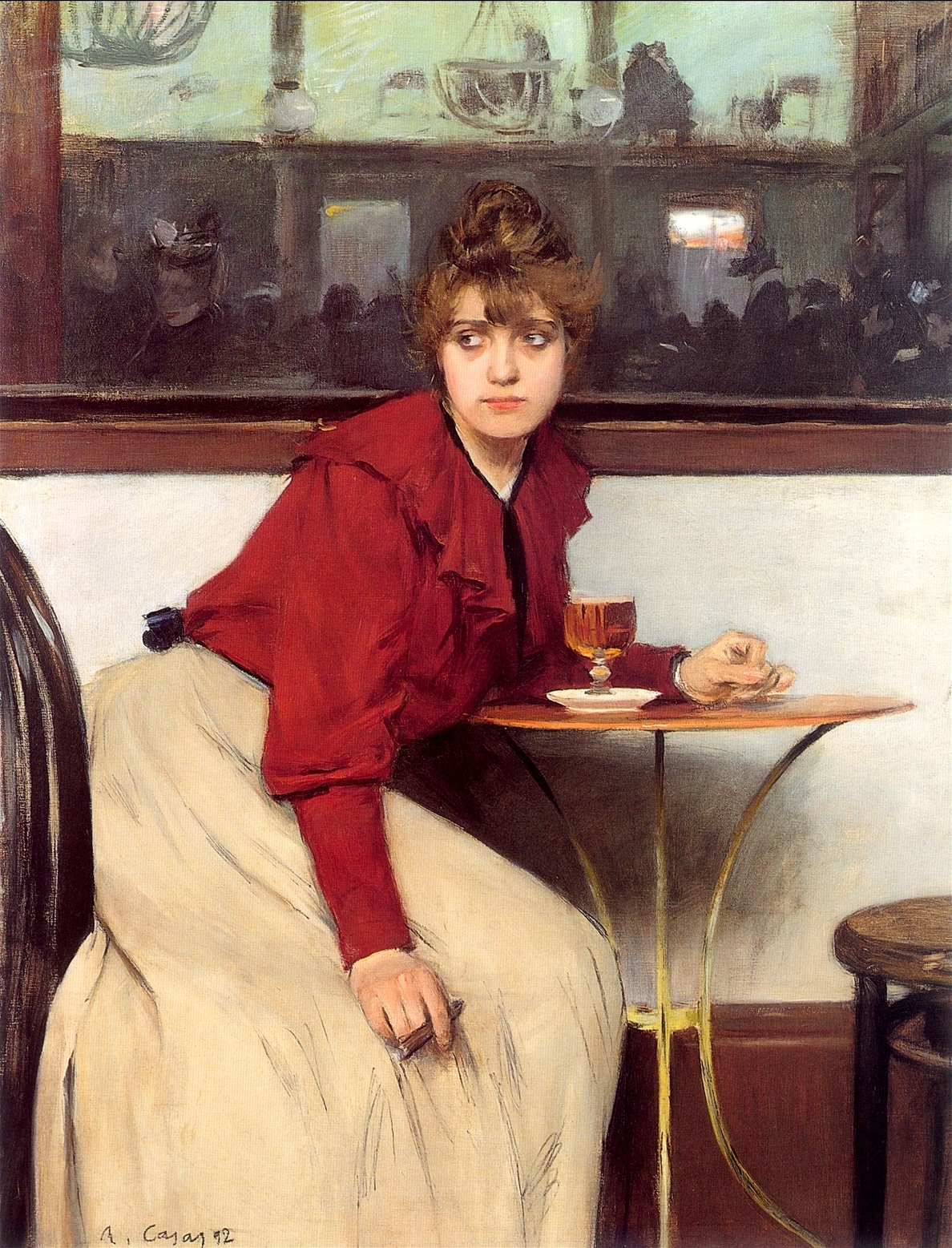
Au moulin de la Galette, Ramon Casas (1892).
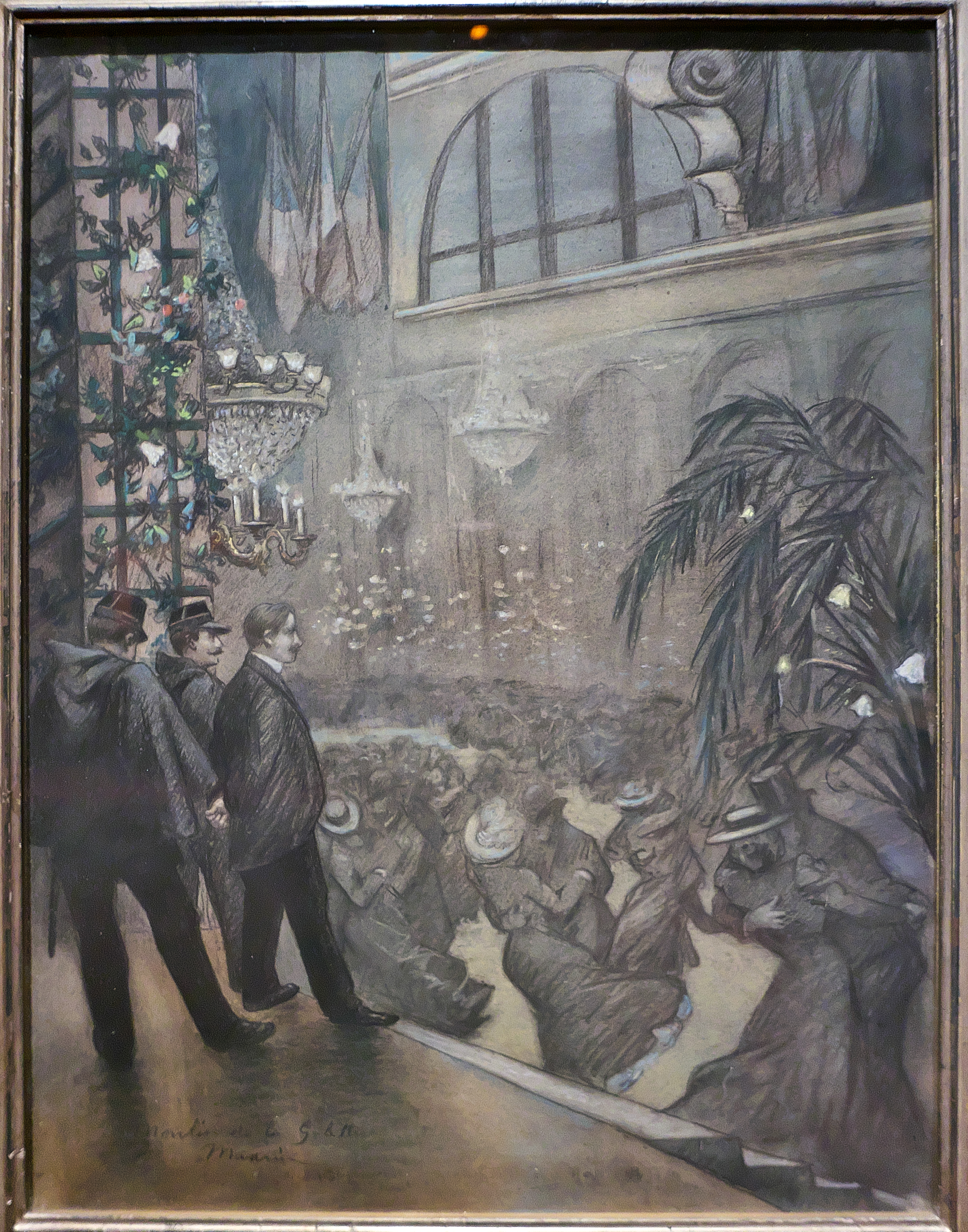
Le Moulin de la Galette, Charles Maurin (v. 1894).
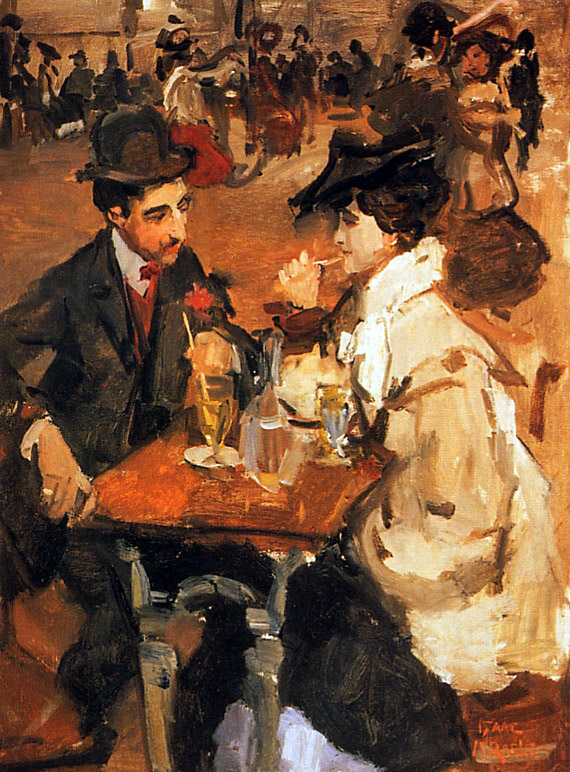
Le Moulin de la Galette (nl), Isaac Israëls (1905).
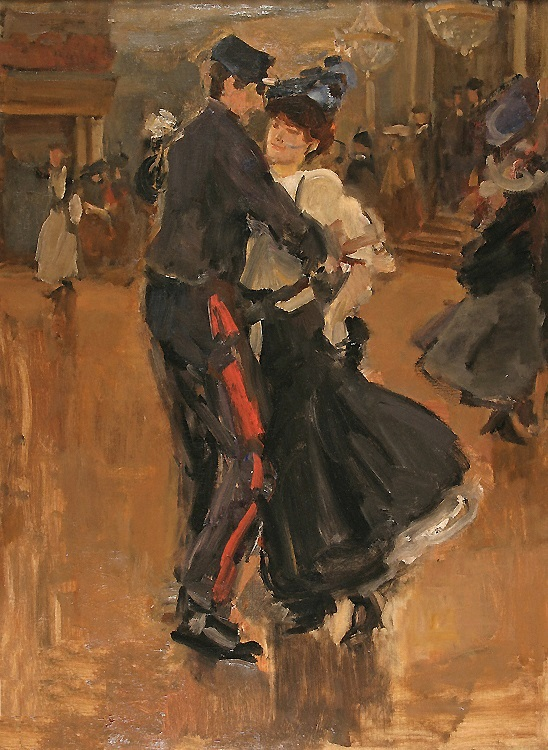
Danse au moulin de la Galette, Isaac Israëls (1905).
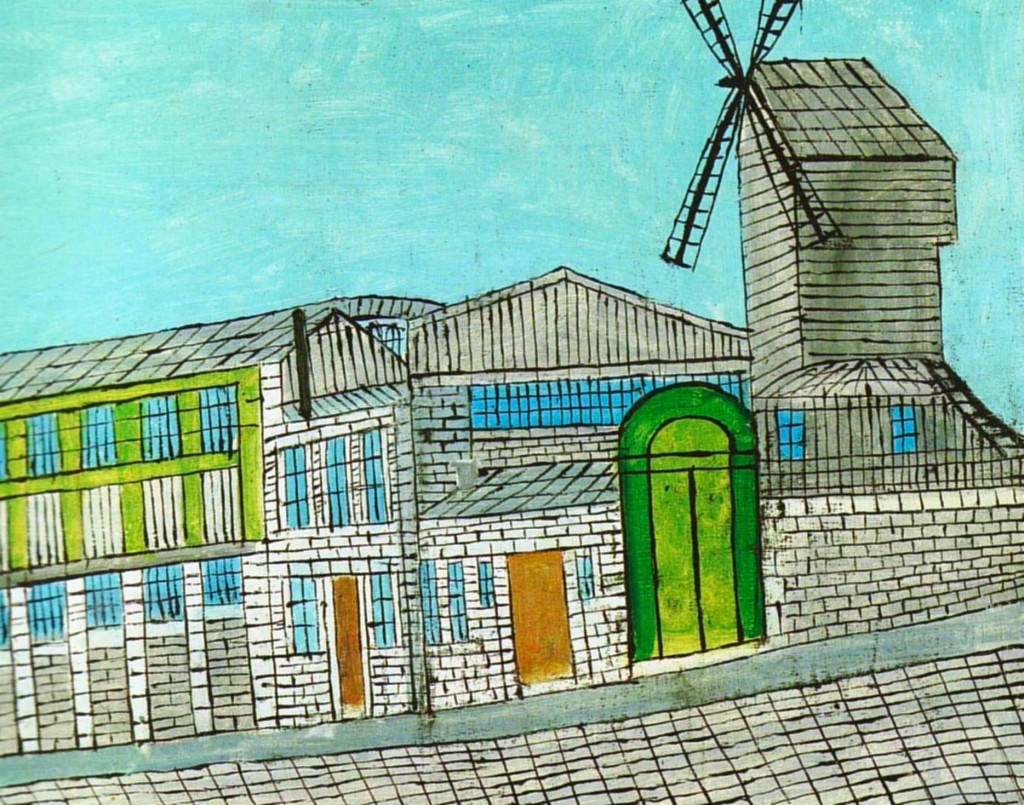
Moulin de la galette, Louis Vivin (1926).

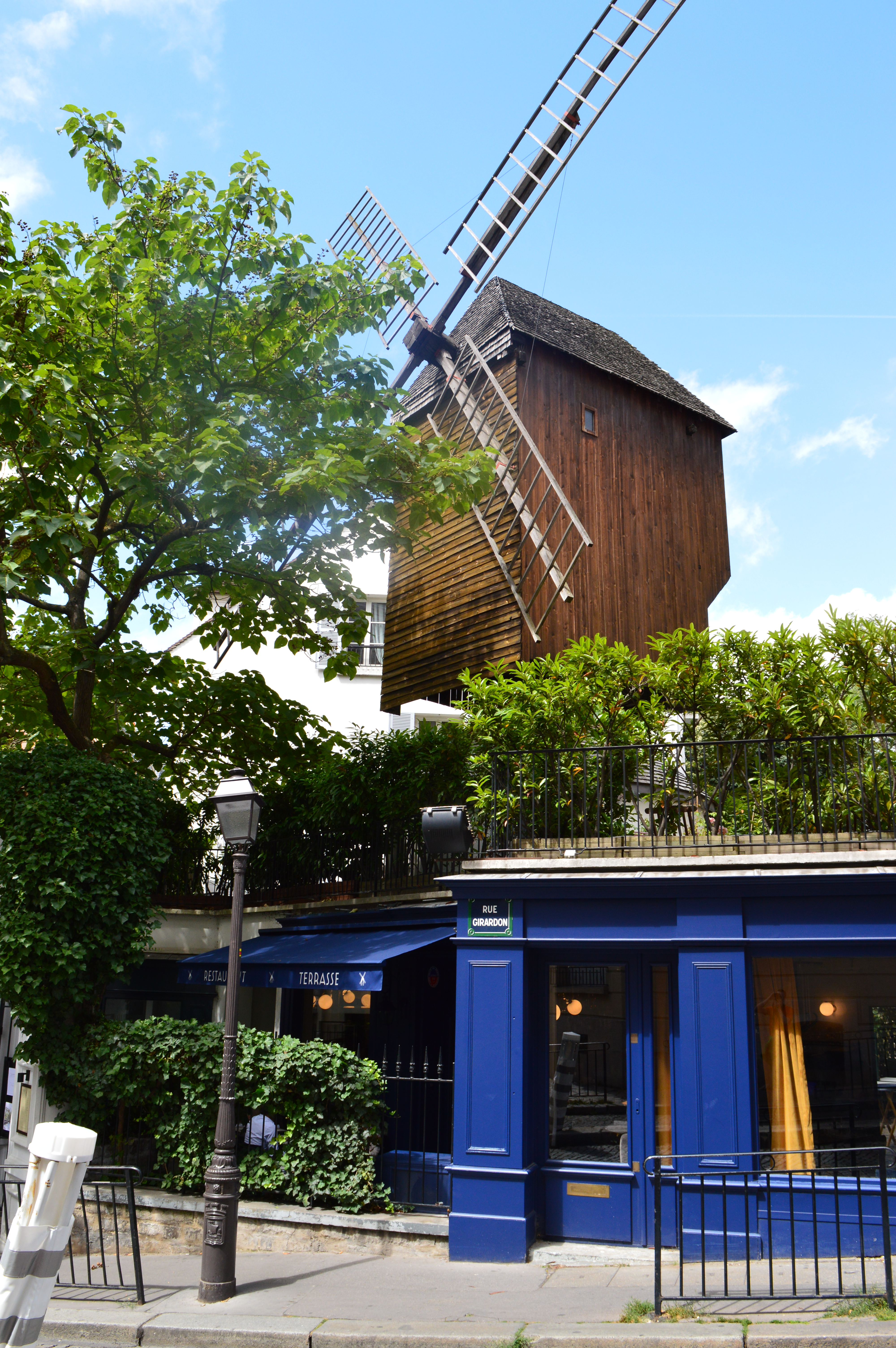
La carcasse vide du moulin Radet perchée sur un restaurant à l’angle des rues Lepic et Girardon, de nos jours, n'est pas le moulin de la Galette d'origine, même s'il en porte désormais le nom.

Dès le début du XIXe siècle nombre de peintres, la plupart étant oubliés, s'intéressent aux paysages de la butte. Georges Michel, le « Ruysdael de Montmartre », et Théodore Rousseau, peignent les deux moulins depuis la Plaine Saint-Denis, située au nord de Paris.
Les deux moulins, le Radet, puis le Blute-Fin, ont été peints sous le même nom de Moulin de la Galette. Huguet[Qui ?], le « Rembrandt des moulins à vent », Jean-Baptiste Corot, et Toulouse-Lautrec peignent le Radet. Auguste Renoir immortalise la célèbre guinguette située entre les deux moulins dans son Bal du moulin de la Galette. C'est la silhouette du Blute-fin qui apparaît dans le Moulin de la Galette de Picasso.
Quelques œuvres représentent cet endroit très célèbre :
- Bal du moulin de la Galette, Pierre-Auguste Renoir (1876).
- Le Moulin de la Galette, série de tableaux de Van Gogh
- Le Moulin de Blute-Fin, Montmartre, Van Gogh (1886), conservé à Glasgow Kelvingrove Art Gallery and Museum.
- Le Moulin de la Galette, Pablo Picasso (1900).
- Au bal du moulin de la Galette, Henri de Toulouse-Lautrec.
- Au moulin de la Galette, Ramon Casas (1892).
- Moulin de la Galette, Kees van Dongen.
- Le Moulin de la Galette, Maurice Utrillo (1922).
- La Guinguette, Van Gogh (1886).
- Moulins à vent à Montmartre, Maurice Utrillo (1949).
- Le Moulin de la Galette, Gen Paul.
- Le moulin de la Galette, Louis Vivin (1926), exposé au musée d'art Naïf de Nice.

Eugène Atget l'a également photographié en 1899.

### Chansons
Lucienne Delyle a chanté Le Moulin de la Galette.
Georges Brassens fait également référence au moulin de la Galette dans sa chanson Les Amours d'antan :

« Mais quand par-dessus le moulin de la Galette,

Elle jetait pour vous sa parure simplette,

C'est Psyché tout entière qui vous sautait aux yeux. »

## Sources
- Danielle Chadych et Dominique Leborgne, Le guide du promeneur 18e arrondissement, pp. 262, 1996,  (ISBN 978-2840960003)
- Jacques Hillairet, Dictionnaire historique des rues de Paris, Paris, Les Éditions de minuit, 1972, 1985, 1991, 1997, etc. (1re éd. 1960), 1 476 p., 2 vol.  [détail des éditions] (ISBN 2-7073-1054-9, OCLC 466966117) et supplément.
- Jacques Hillairet, Connaissance du Vieux Paris, Editions Rivages, 1993,  (ISBN 978-2869306486)
- « Montmartre », Le Crapouillot, juillet 1959.
- Jean-Marc Léri (préf. Yvan Christ, postface Clément Lépidis), Montmartre, Paris, Éditions Henri Veyrier, 1983, 305 p. (ISBN 2-85199-308-9), p. 125–129.
- Charles Sellier, Curiosités du Vieux Montmartre..., 1893, lire en ligne